# Liste des lauréats du Troféu HQ Mix
 (mars 2025).
Cet article est une liste des lauréats du Troféu HQ Mix, triée par catégorie.

## Personnes

### Meilleur artiste d'humour graphique
- 2013 : Angeli
- 2014 : Alpino
- 2015 : Dálcio Machado

### Meilleur caricaturiste
- 1997 : Chico Caruso
- 1998 : Osvaldo
- 1999 : Cau Gomez
- 2000 : Dalcio
- 2001 : Loredano
- 2002 : Baptistão
- 2003 : Loredano
- 2004 : Quinho
- 2005 : Baptistão
- 2006 : Baptistão
- 2007 : Baptistão
- 2008 : Baptistão
- 2009 : Dalcio
- 2010 : Fernandes
- 2011 : Gustavo Duarte
- 2012 : Gustavo Duarte

### Meilleur chroniqueur
Jusqu'en 2007, cette catégorie était appelée « Meilleur Journaliste Spécialisé ».
- 1989 : Álvaro de Moya
- 1990 : André Forastieri
- 2001 : Sidney Gusman
- 2002 : Sidney Gusman
- 2003 : Sidney Gusman
- 2004 : Sidney Gusman
- 2005 : Sidney Gusman
- 2006 : Sidney Gusman
- 2007 : Sidney Gusman
- 2008 : Paulo Ramos
- 2009 : Rogério de Campos
- 2010 : Sérgio Codespoti

### Meilleur coloriste
- 1999 : Alexandre Jubran
- 2000 : Alexandre Jubran
- 2001 : Lílian Maruyama
- 2002 : André Vazzios
- 2003 : Alexandre Jubran
- 2016 : Cris Peter pour Casanova – Volume 3 – Avaritia, Pétalas et Projeto Manhattan – Volume 1[note 1]
- 2017 : Cris Peter pour Astronauta – Assimetria et Memórias do Mauricio
- 2018 : Cris Peter
- 2019 : Mariane Gusmão pour Desafiadores do Destino
- 2020 : Wagner Willian pour Silvestre

### Meilleur dessinateur
- 1989 : Alain Voss
- 1990 : Luís Gustavo
- 1991 : Laerte Coutinho
- 1992 : Luiz Gê
- 1993 : Octavio Cariello
- 1994 : Lourenço Mutarelli
- 1995 : Flavio Colin
- 1996 : Angeli
- 1997 : Mike Deodato
- 1998 : Lelis
- 1999 : Edgar Vasques
- 2000 : Lourenço Mutarelli pour O dobro de cinco[1]
- 2001 : Lourenço Mutarelli pour O rei do ponto[2]
- 2002 : Lourenço Mutarelli pour A soma de tudo[3]
- 2003 : Laerte Coutinho pour Deus 2 et Classificados 2[4]
- 2004 : Samuel Casal pour Front[5]
- 2005 : Fábio Moon et Gabriel Bá pour 10 Pãezinhos – crítica[6]
- 2006 : Spacca pour Santô e os pais da aviação[7]
- 2007 : Fábio Moon et Gabriel Bá pour Mesa para dois[8]
- 2008 : Spacca pour D. João Carioca[9]
- 2009 : Rafael Grampá pour Mesmo Delivery[10]
- 2010 : Marcelo Quintanilha pour Sábado dos meus amores[11]
- 2011 : Danilo Beyruth pour Bando de dois[12]
- 2012 : Marcelo Lélis pour Saino a percurá – atra vez[13]
- 2013 : Danilo Beyruth pour Astronauta - Magnetar[14]
- 2014 : Shiko pour Piteco - Ingá et O Azul Indiferente do Céu[15]
- 2015 : Laudo Ferreira Jr. pour Yeshuah – Volume 3 – Onde Tudo Está[16]
- 2016 : Rogério Coelho pour Louco – Fuga et O Barco dos Sonhos[17]
- 2017 : Guilherme Petreca pour Ye[18]
- 2018 : Marcelo D'Salete[19]
- 2019 : Marcelo Lélis pour Anuí[20]
- 2020 : Jefferson Costa pour Roseira, Medalha e Engenho[21]

### Meilleur dessinateur de presse
- 1997 : Angeli
- 1998 : Angeli
- 1999 : Angeli
- 2000 : Angeli
- 2001 : Angeli
- 2002 : Angeli
- 2003 : Angeli
- 2004 : Angeli
- 2005 : Angeli
- 2006 : Angeli
- 2007 : Angeli
- 2008 : Angeli
- 2009 : Angeli
- 2010 : Angeli
- 2011 : Angeli
- 2012 : Angeli

### Meilleur dessinateur étranger
Le prix considère l'édition brésilienne de leurs œuvres.
- 1989 : Frank Miller
- 1990 : Dave Stevens
- 1991 : Kent Williams
- 1992 : Katsuhiro Otomo
- 1993 : Todd McFarlane
- 1994 : John Romita Jr.
- 1995 : Ivo Milazzo
- 1996 : George Pratt
- 1997 : Frank Miller
- 1998 : Alex Ross
- 1999 : Will Eisner
- 2000 : Jeff Smith  pour Bone
- 2001 : Ivo Milazzo  pour Ken Parker
- 2002 : Ivo Milazzo  pour Ken Parker
- 2003 : Takehiko Inoue  pour Vagabond
- 2004 : Lorenzo Mattotti  pour Estigmas (Stigmates)
- 2005 : Will Eisner  pour Avenida Dropsie (Dropsie Avenue)
- 2006 : Milo Manara  pour Bórgia (I Borgia)
- 2007 : Milo Manara  pour El Gaucho, Bórgia – poder e incesto (I Borgia) et O Clic (Il gioco)
- 2008 : John Cassaday  pour Planetary
- 2009 : Liniers  pour Macanudo
- 2010 : Craig Thompson  pour Retalhos (Blankets)
- 2011 : John Romita Jr.  pour Kick-Ass et Reinado sombrio (Dark Reign)
- 2012 : David Mazzucchelli  pour Asterios Polyp
- 2013 : Craig Thompson  pour Habibi
- 2014 : Enki Bilal  pour Tetralogia Monstro (La Tétralogie du Monstre)
- 2015 : Andrew C. Robinson  pour O Quinto Beatle (The Fifth Beatle)

### Meilleur dessinateur humoristique
- 1997 : Lage
- 1998 : Santiago
- 1999 : Santiago
- 2000 : Santiago
- 2001 : Spacca
- 2002 : Laerte Coutinho
- 2003 : Gilmar
- 2004 : Laerte Coutinho
- 2005 : Laerte Coutinho
- 2006 : Spacca
- 2007 : Laerte Coutinho
- 2008 : Alan Sieber
- 2009 : Duke
- 2010 : Airon
- 2011 : Alan Sieber
- 2012 : Dálcio Machado

### Meilleur éditeur
- 1989 : Jal et Gualberto Costa
- 1990 : Rogério de Campos

### Meilleur encreur
- 2017 : Omar Viñole pour Cadernos de Viagem, Yeshuah Absoluto et Zé do Caixão
- 2018 : Lu Cafaggi et Vitor Cafaggi
- 2019 : Wagner Willian pour O Martírio de Joana Dark Side
- 2020 : Shiko pour Três Buracos

### Meilleur illustrateur
- 1997 : Kipper
- 1998 : Negreiros
- 1999 : Patrícia Bisso
- 2000 : Garutti
- 2001 : Mariza
- 2002 : Orlando
- 2003 : Renato Guedes
- 2004 : Samuel Casal
- 2005 : Samuel Casal
- 2006 : Orlando
- 2007 : Orlando Pedroso
- 2008 : Kako
- 2009 : Weberson Santiago
- 2010 : Samuel Casal

### Meilleur illustrateur de livres pour enfants
- 2004 : Mariana Massarani
- 2005 : Cárcamo
- 2006 : Cárcamo
- 2007 : Daniel Bueno
- 2008 : Daniel Bueno

### Meilleur lettreur
- 1999 : Lilian Mitsunaga

### Meilleur nouveau talent (dessinateur)
Jusqu'en 2010, cette catégorie s'appelait « Dessinateur revelation ».
- 1990 : Osvaldo Pavanelli
- 1991 : Jaca
- 1992 : Kipper
- 1993 : MZK
- 1994 : Guazzelli
- 1995 : Luciano Queiroz
- 1996 : Dalcio
- 1997 : Lelis
- 1998 : Alan Sieber
- 1999 : Luciano Lagares
- 2000 : Fábio Moon et Gabriel Bá pour 10 Pãezinhos
- 2001 : Fábio Yabu pour Combo Rangers
- 2002 : Samuel Casal
- 2003 : André Kitagawa pour Front
- 2004 : André Bueno pour Front
- 2005 : Rafael Sica
- 2006 : Julia Bax pour Kaos et Quebra-Queixo
- 2007 : Fábio Lyra pour Mosh!
- 2008 : Jozz pour Zine Royale
- 2009 : Hemeterio pour Chibata! – João Cândido e a revolta que abalou o Brasil
- 2010 : Gustavo Duarte pour Có!
- 2011 : Felipe Massafera pour Jambocks
- 2012 : Magno Costa et Marcelo Costa pour Oeste Vermelho et Matinê
- 2013 : Pedro Franz pour Suburbia
- 2014 : Lu Cafaggi pour Turma da Mônica - Laços
- 2015 : Felipe Nunes pour Klaus
- 2016 : Camila Torrano pour Fábulas et Spam
- 2017 : Mika Takahashi pour Além dos Trilhos
- 2018 : Bruno Seelig
- 2019 : Melissa Garabeli pour Saudade
- 2020 : Brendda Maria pour Cais do Porto

### Meilleur nouveau talent (scénariste)
Jusqu'en 2010, cette catégorie s'appelait « Scénariste revelation ».
- 2007 : Daniel Esteves pour Front nº 17
- 2008 : Cadu Simões pour Homem-Grilo, Nova Hélade et Garagem Hermética
- 2009 : Olintho Gadelha pour Chibata! – João Cândido e a revolta que abalou o Brasil
- 2010 : Alex Mir pour Orixás, Subversos et Tempestade cerebral
- 2011 : Daniel Galera pour Cachalote
- 2012 : Vitor Cafaggi pour Valente para sempre et Duo.tone
- 2013 : Raphael Fernandes pour Ida e Volta et Ditadura no Ar nº 2
- 2014 : Pedro Cobiaco pour Hermatã
- 2015 : Bianca Pinheiro pour Dora et Bear
- 2016 : Zé Wellington pour Steampunk Ladies – Vingança a Vapor
- 2017 : Wagner Willian pour Bulldogma
- 2018 : Carol Pimentel
- 2019 : Jéssica Groke pour Me Leve Quando Sair
- 2020 : Jefferson Costa pour Roseira, Medalha e Engenho

### Meilleur scénariste
- 1989 : Laerte Coutinho
- 1990 : Laerte Coutinho
- 1991 : Laerte Coutinho
- 1992 : Guilherme de Almeida Prado
- 1993 : André Toral
- 1994 : Patati
- 1995 : Ota
- 1996 : Newton Foot
- 1997 : Laerte Coutinho
- 1998 : Paulo Garfunkel
- 1999 : Lourenço Mutarelli
- 2000 : André Toral
- 2001 : André Toral
- 2002 : Wellington Srbek
- 2003 : Lourenço Mutarelli
- 2004 : André Diniz
- 2005 : Lourenço Mutarelli
- 2006 : Spacca pour Santô e os pais da aviação
- 2007 : Lourenço Mutarelli pour Caixa de areia
- 2008 : Wander Antunes pour O corno que sabia demais et A boa sorte de Solano Dominguez
- 2009 : Adriana Brunstein et Samuel Casal, for Prontuário 666
- 2010 : André Diniz pour 7 vidas, A revolta de Canudos et Ato 5
- 2011 : Danilo Beyruth pour Bando de dois
- 2012 : André Diniz pour Morro da Favela
- 2013 : Gustavo Duarte pour Monstros!
- 2014 : Vitor Cafaggi et Lu Cafaggi pour Turma da Mônica - Laços
- 2015 : Marcello Quintanilha pour Tungstênio
- 2016 : Lillo Parra pour Descobrindo um Novo Mundo et La Dansarina
- 2017 : Laudo Ferreira pour Cadernos de Viagem, Yeshuah Absoluto et Zé do Caixão
- 2018 : Marcelo D'Salete
- 2019 : Laudo Ferreira Jr. pour O Santo Sangue
- 2020 : Daniel Esteves pour Sobre o Tempo em Que Estive Morta et Último Assalto / Fefê Torquato pour Tina: Respeito

### Meilleur scénariste étranger
Le prix considère l'édition brésilienne de leurs œuvres.
- 1989 : Alan Moore
- 1990 : Neil Gaiman
- 1991 : Alan Moore
- 1992 : Neil Gaiman
- 1993 : Neil Gaiman
- 1994 : Neil Gaiman
- 1995 : Neil Gaiman
- 1996 : Art Spiegelman
- 1997 : Frank Miller
- 1998 : Garth Ennis
- 1999 : Frank Miller
- 2000 : David Lapham  pour Balas Perdidas (Stray Bullets)
- 2001 : Alan Moore  pour Do Inferno (From Hell)
- 2002 : Giancarlo Berardi  pour Ken Parker
- 2003 : Alan Moore  pour Tom Strong et Top Ten
- 2004 : Alan Moore  pour A Liga Extraordinária (The League of Extraordinary Gentlemen)
- 2005 : Will Eisner  pour Avenida Dropsie (Dropsie Avenue)
- 2006 : Osamu Tezuka  pour Buda (Budda)
- 2007 : Kazuo Koike  pour Lobo Solitário (Kozure Ōkami)
- 2008 : Alan Moore  pour Lost Girls
- 2009 : Alan Moore  pour Promethea
- 2010 : Chris Ware  pour Jimmy Corrigan
- 2011 : Joe Sacco  pour Notas sobre Gaza (Footnotes in Gaza)
- 2012 : David Mazzucchelli  pour Asterios Polyp
- 2013 : Robert Kirkman  pour The Walking Dead
- 2014 : Robert Kirkman  pour The Walking Dead
- 2015 : Mark Waid  pour Demolidor (Daredevil)

## Œuvres

### Meilleure adaptation de la télévision à la bande dessinée
- 1989 : Juba & Lula de Regis Rocha Moreira and Hector Gómez Alisio (Nova Fronteira)
- 1990 : Juba & Lula – uma aventura na Amazônia de Regis Rocha Moreira et Hector Gómez Alisio (Nova Fronteira)

### Meilleure adaptation pour la bande dessinée
- 2009 : Literatura Mundial em Quadrinhos #1 : Dom Quixote de Bira Dantas (Escala)
- 2010 : Jubiabá de Jorge Amado de Spacca (Quadrinhos na Cia)
- 2011 : Grandes Clássicos em Graphic Novel #5 : Os Sertões – a luta de Carlos Ferreira et Rodrigo Rosa (Desiderata)
- 2012 : Clara dos Anjos de Wander Antunes et Marcelo Lelis (Quadrinhos na Cia)
- 2013 : Coleção Shakespeare em Quadrinhos No. 4 A Tempestade de Lillo Parra et Jefferson Costa (Nemo)
- 2014 : Dom Casmurro de Felipe Greco et Mario Cau (Devir)
- 2015 : Grande Sertão: Veredas de Eloar Guazzelli et Rodrigo Rosa (Globo)
- 2016 : Dois Irmãos de Fábio Moon et Gabriel Bá (Quadrinhos na Cia)
- 2017 : Sharaz-de – Contos de As Mil e Uma Noites – Volume 1 (Sharaz-de) de Sergio Toppi (Figura)
- 2018 : Moby Dick de Christophe Chabouté (Pipoca & Nanquim)
- 2019 : A Revolução dos Bichos de Odyr (Quadrinhos na Cia)
- 2020 : Travesti de Edmond Baudoin et Mircea Cărtărescu (Veneta)

### Meilleur album classique
- 1989 : Príncipe Valente (Prince Valiant) de Hal Foster (EBAL)
- 1990 : Príncipe Valente (Prince Valiant) de Hal Foster (EBAL)
- 1991 : Príncipe Valente (Prince Valiant) de Hal Foster (EBAL)
- 1992 : Príncipe Valente (Prince Valiant) de Hal Foster (EBAL)
- 1993 : Príncipe Valente (Prince Valiant) de Hal Foster (EBAL)
- 1994 : A volta do Fradim de Henfil (Geração)
- 1995 : Graúna ataca outra vez de Henfil (Geração)
- 1996 : Príncipe Valente (Prince Valiant) de Hal Foster (EBAL)
- 1997 : Batman Clássico de Bob Kane (L&PM)
- 1998 : Will Eisner's Spirit Magazine de Will Eisner (Metal Pesado)
- 1999 : V de Vingança (V for Vendetta) de Alan Moore et David Lloyd (Via Lettera)
- 2000 : Gen – pés descalços – uma história de Hiroshima (Hadashi no Gen) de Keiji Nakazawa (Conrad)
- 2001 : Gen – pés descalços – uma história de Hiroshima (Hadashi no Gen) de Keiji Nakazawa (Conrad)
- 2002 : Príncipe Valente XVI – uma nova era (Prince Valiant) de Hal Foster (Opera Graphica)
- 2003 : Fritz the Cat de Robert Crumb (Conrad)

### Meilleur album d'aventure
- 1995 : Ken Parker – os cervos & um hálito de gelo (Cuccioli / Un alito di ghiaccio) de Giancarlo Berardi et Ivo Milazzo (Ensaio)
- 1999 : Caatinga de Hermann Huppen (Globo)
- 2000 : Adeus, chamigo brasileiro – uma história da Guerra do Paraguai de André Toral (Companhia das Letras)
- 2001 : Ken Parker – um príncipe para Norma (Un principe per Norma) de Giancarlo Berardi, Ivo Milazzo et Giorgio Trevisan (CLUQ)
- 2002 : A soma de tudo de Lourenço Mutarelli (Devir)
- 2003 : A soma de tudo – parte II de Lourenço Mutarelli (Devir)
- 2004 : Quebra-Queixo – technorama de Marcelo Campos et de nombreux dessinateurs (Devir)
- 2005 : A Liga Extraordinária – volume II (The League of Extraordinary Gentlemen, Volume II) de Alan Moore et Kevin O'Neill (Devir)
- 2006 : As aventuras de Tintim – os charutos do faraó (Les Cigares du Pharaon) de Hergé (Cia. das Letras)
- 2007 : 100 Balas – blues para um minuteman (100 Bullets – The Hard Way) de Brian Azzarello et Eduardo Risso (Opera Graphica)
- 2008 : Os 300 de Esparta (300) de Frank Miller (Devir)

### Meilleur album de fiction
- 1989 : Major Fatal (Le Garage hermétique) de Moebius (L&PM)
- 1990 : A Mulher Enigma (La Femme Piège) de Enki Bilal (Martins Fontes)
- 1995 : Eu te amo Lucimar de Lourenço Mutarelli (Vortex)
- 1999 : Seqüelas de Lourenço Mutarelli (Devir)
- 2000 : O dobro de cinco de Lourenço Mutarelli (Devir)
- 2001 : O rei do ponto de Lourenço Mutarelli (Devir)
- 2002 : O Gralha de nombreux auteurs (Via Lettera)
- 2003 : 10 na área, um na banheira e ninguém no gol de nombreux auteurs (Via Lettera)

### Meilleur album de fiction, d'aventure et d'horreur
- 1991 : Bradbury – o papa-defuntos de Ray Bradbury et nombreux dessinateurs (L&PM)
- 1992 : Bradbury – o pequeno assassino de Ray Bradbury et nombreux dessinateurs (L&PM)
- 1994 : Tex – a marca da serpente (Tex Albo Speciale (Texone) #3) de Claudio Nizzi et Aurelio Galleppini (Globo)
- 1996 : Maus II – a história de um sobrevivente – e foi aí que começaram meus problemas de Art Spiegelman (Brasiliense)
- 1997 : Sin City – cidade do pecado de Frank Miller (Globo)
- 1998 : A confluência da forquilha de Lourenço Mutarelli (Lilás)

### Meilleur album d'horreur
- 1989 : Saga de terror de Jayme Cortez (Martins Fontes)
- 1990 : Dr. Jekil
- 2001 : Do Inferno (From Hell) de Alan Moore et Eddie Campbell (Via Lettera)
- 2002 : No reino do terror de R. F. Lucchetti (Opera Graphica)
- 2003 : Calafrio – 20 anos depois de nombreaux auteurs (Opera Graphica)

### Meilleur album d'humour
- 1989 : Calvin & Haroldo – algo babando embaixo da cama (Something Under the Bed Is Drooling) de Bill Watterson (Cedibra)
- 1990 : Ed Mort em conexão nazista de Luis Fernando Veríssimo et Miguel Paiva (L&PM)
- 1991 : Sir Ney – que rei fui eu de Novaes (Ícone)
- 1992 : Toda Mafalda de Quino (Martins Fontes)
- 1993 : Avenida Brasil – assim caminha a modernidade de Paulo Caruso (Globo)
- 1994 : Mafalda Inédita de Quino (Martins Fontes)
- 1995 : Los 3 amigos 2 – más sexo, más drogas y más guacamoles de Angeli, Glauco et Laerte (Ensaio)
- 1996 : Gato e Gata de Laerte (Circo / Ensaio)
- 1997 : Avenida Brasil – o conjunto nacional de Paulo Caruso (Globo)
- 1998 : Aline e seus dois namorados de Adão Iturrusgarai
- 1999 : O homem ideal (Der bewegte Mann) de Ralf König (Via Lettera)
- 2000 : Níquel Náusea – os ratos também choram de Fernando Gonsales (Bookmakers)
- 2001 : Luke & Tantra de Angeli (Devir)
- 2002 : Classificados de Laerte (Devir)
- 2003 : Níquel Náusea – com mil demônios de Fernando Gonsales (Devir)

### Meilleur album pour enfants
- 1989 : A essência de Calvin e Haroldo (The Essential Calvin and Hobbes) de Bill Watterson (Cedibra)
- 1998 : Lucas – coleção Fala Menino de Luis Augusto (Bureau)
- 1999 : A baleia Branca (Moby Dick) de Will Eisner (Cia. das Letras)
- 2000 : A turma do Xaxado de Antonio Cedraz (indépendant)
- 2001 : Suriá e o mundo do circo de Laerte Coutinho (Devir)
- 2002 : A turma do Xaxado 2 de Antonio Cedraz (indépendant)
- 2003 : Todo Pererê – volume 1 de Ziraldo (Salamandra)
- 2004 : Little Lit – fábulas e contos de fadas em quadrinhos (Little Lit) de nombreux auteurs (Cia. das Letras)
- 2005 : Todo Pererê – volume 3 de Ziraldo (Salamandra)
- 2006 : Turma do Xaxado – Pelourinho em quadrinhos de Antonio Cedraz (indépendant)
- 2007 : Turma do Xaxado – lendas e mistérios de Antonio Cedraz (indépendant)

### Meilleure bande dessinée en série
- 1992: Akira de Katsuhiro Otomo (Globo)
- 1993: Liga da Justiça de nombreaux auteurs (Abril Jovem)
- 1994: Sandman de Neil Gaiman et nombreaux dessinateurs (Globo)
- 1995: Sandman de Neil Gaiman et nombreaux dessinateurs (Globo)
- 1996: Vertigoet nombreaux auteurs (Abril Jovem)
- 1997: Gen¹³ de Jim Lee, Brandon Choi et J. Scott Campbell (Globo)
- 1998: Spawn de Todd McFarlane (Abril Jovem)
- 1999: Preacher de Garth Ennis et Steve Dillon (Metal Pesado)
- 2000: Spawn de Todd McFarlane (Abril Jovem)
- 2001: Dragon Ball de Akira Toriyama (Conrad)
- 2002: Holy Avenger de Marcelo Cassaro et Erica Awano (Trama)
- 2003: Holy Avenger de Marcelo Cassaro et Erica Awano (Talismã)

### Meilleure bande dessinée western
- 1989: Ken Parker de Giancarlo Berardi et Ivo Milazzo

### Meilleure comic strip étrangère
Le prix considère l'édition brésilienne des œuvres.
- 1989 : Frank e Ernest  de Bob Thaves
- 1990 : Calvin e Haroldo (Calvin and Hobbes)  de Bill Watterson
- 1991 : Calvin e Haroldo (Calvin and Hobbes)  de Bill Watterson
- 1992 : Calvin e Haroldo (Calvin and Hobbes)  de Bill Watterson
- 1993 : Calvin e Haroldo (Calvin and Hobbes)  de Bill Watterson
- 1994 : Calvin e Haroldo (Calvin and Hobbes)  de Bill Watterson
- 1995 : Calvin e Haroldo (Calvin and Hobbes)  de Bill Watterson
- 1996 : Calvin e Haroldo (Calvin and Hobbes)  de Bill Watterson
- 1997 : Dilbert  de Scott Adams
- 1998 : Dilbert  de Scott Adams
- 1999 : Dilbert  de Scott Adams
- 2000 : Snoopy (Peanuts)  de Charles M. Schulz
- 2001 : Dilbert  de Scott Adams
- 2002 : Calvin e Haroldo (Calvin and Hobbes)  de Bill Watterson
- 2003 : Calvin e Haroldo (Calvin and Hobbes)  de Bill Watterson

### Meilleure comic strip nationale
- 1989: Geraldão de Glauco
- 1990: Níquel Náusea de Fernando Gonsales
- 1991: Níquel Náusea de Fernando Gonsales
- 1992: Níquel Náusea de Fernando Gonsales
- 1993: Los Três Amigos de Angeli, Glauco et Laerte
- 1994: Níquel Náusea de Fernando Gonsales
- 1995: Níquel Náusea de Fernando Gonsales
- 1996: Família Brasil de Luis Fernando Verissimo
- 1997: Níquel Náusea de Fernando Gonsales
- 1998: Striptiras de Laerte
- 1999: Piratas do Tietê de Laerte
- 2000: Aline de Adão Iturrusgarai
- 2001: Aline de Adão Iturrusgarai
- 2002: Níquel Náusea de Fernando Gonsales
- 2003: Piratas do Tietê de Laerte
- 2004: Níquel Náusea de Fernando Gonsales
- 2005: Piratas do Tietê et Striptiras de Laerte
- 2006: Piratas do Tietê de Laerte
- 2007: Piratas do Tietê de Laerte
- 2008: Níquel Náusea de Fernando Gonsales
- 2009: Níquel Náusea de Fernando Gonsales
- 2010: Malvados de André Dahmer
- 2011: Piratas do Tietê de Laerte
- 2012: Manual do Minotauro de Laerte
- 2013: Níquel Náusea de Fernando Gonsales
- 2014: Manual do Minotauro de Laerte
- 2015: Malvados de André Dahmer

### Meilleure édition spéciale
À partir de 2004, cette catégorie a été scindée en éditions spéciales nationales et étrangères.
- 1989: Anos de ouro do Pato Donald de nombreaux auteurs (Abril Jovem)
- 1990: Batman – ano um (Batman: Year One) de Frank Miller et David Mazzucchelli (Abril Jovem)
- 1991: Lex Luthor – biografia não-autorizada (Lex Luthor: The Unauthorized Biography) de James D. Hudnall et Eduardo Barreto (Abril Jovem)
- 1992: Asilo Arkham – uma séria casa num sério mundo (Arkham Asylum: A Serious House on Serious Earth) de Grant Morrison et Dave McKean (Abril Jovem)
- 1993: A arte de Rodolfo Zalla de Rodolfo Zalla (D-Arte)
- 1994: Fumetti – o melhor dos quadrinhos italianos de nombreaux auteurs (Globo)
- 1995: Pato Donald – 60 Anos de nombreaux auteurs (Abril Jovem)
- 1996: Batman #1: Batman – a queda do morcego – a vitória de Bane (Batman: Knightfall: Broken Bat) de nombreaux auteurs (Abril Jovem)
- 1997: Almanaque do Faroeste (Almanacco del West 1996) de Claudio Nizzi et Andrea Venturi (Globo)
- 1998: Metal Pesado – tudo em quadrinhos – edição comemorativa – 15 Anos Gibiteca de Curitiba de nombreaux auteurs (Metal Pesado)
- 1999: Linha de ataque – futebol arte de nombreaux auteurs (Abril Jovem)
- 2000: Super-Homem – paz na Terra (Superman: Peace on Earth) de Alex Ross et Paul Dini (Abril Jovem)
- 2001: Restolhada de Marcatti (Opera Graphica)
- 2002: Saino a percurá de Lelis (independent)
- 2003: Filho do urso e outras histórias de Flavio Colin (Opera Graphica)

### Meilleure édition spéciale étrangère
Le prix considère l'édition brésilienne des œuvres.
- 2004 : Sandman – noites sem fim (The Sandman: Endless Nights)  de Neil Gaiman et nombreux dessinateurs (Conrad)
- 2005 : À sombra das torres ausentes (In the Shadow of No Towers)  de Art Spiegelman (Cia. das Letras)
- 2006 : Maus  de Art Spiegelman (Cia. das Letras)
- 2007 : Corto Maltese – sob o signo de Capricórnio (Sous le signe du Capricorne)  de Hugo Pratt (Pixel)
- 2008 : Persépolis completo (Persepolis)  de Marjane Satrapi (Cia. das Letras)
- 2009 : Asterix e seus amigos (Astérix et ses amis)  de nombreaux auteurs (Record)
- 2010 : Gênesis (The Book of Genesis)  de Robert Crumb (Conrad)
- 2011 : RanXerox  de Tanino Liberatore et Stefano Tamburini (Conrad)
- 2012 : Asterios Polyp  de David Mazzucchelli (Quadrinhos na Cia)
- 2013 : Pinóquio (Pinocchio)  de Winshluss (Globo)
- 2014 : Pobre Marinheiro (Poor Sailor)  de Sammy Harkham (Balão)
- 2015 : O Quinto Beatle (The Fifth Beatle)  de Vivek J. Tiwary, Andrew C. Robinson et Kyle Baker (Aleph)
- 2016 : Pílulas azuis (Pilules bleues)  de Frederik Peeters (Nemo)
- 2017 : The Ghost in the Shell (Kōkaku Kidōtai)  de Masamune Shirow (JBC)
- 2018 : Moby Dick  de Christophe Chabouté (Pipoca & Nanquim)
- 2019 : Mort Cinder  de Héctor Germán Oesterheld and Alberto Breccia (Figura)
- 2020 : O Eternauta 1969 (El Eternauta)  de Héctor Germán Oesterheld et Alberto Breccia (Comix Zone)

### Meilleure édition spéciale nationale
- 2004: A moça que namorou com o bode de Klévisson Viana (Tupynanquim / Coqueiro)
- 2005: 10 Pãezinhos – crítica de Fábio Moon et Gabriel Bá (Devir)
- 2006: Santô e os pais da aviação de Spacca (Cia. das Letras)
- 2007: 10 Pãezinhos – mesa para dois de Fábio Moon et Gabriel Bá (Devir)
- 2008: Laertevisão – coisas que não esqueci de Laerte (Conrad)
- 2009: Mesmo Delivery de Rafael Grampá (Desiderata)
- 2010: MSP 50 – Mauricio de Sousa por 50 artistas de nombreaux auteurs (Panini)
- 2011: Bando de dois de Danilo Beyruth (Zarabatana)
- 2012: Morro da Favela de André Diniz (Leya/Barba Negra)
- 2013: Astronauta - Magnetar de Danilo Beyruth (Panini)
- 2014: Turma da Mônica - Laços de Vitor Cafaggi and Lu Cafaggi (Panini)
- 2015: A Vida de Jonas de Magno Costa (Zarabatana)
- 2016: La Dansarina de Lillo Parra et Jefferson Costa (Quadro a Quadro)
- 2017: Yeshuah – Absoluto de Laudo Ferreira (Devir)
- 2018: Angola Janga de Marcelo D'Salete (Veneta)
- 2019: Jeremias – Pele de Rafael Calça et Jefferson Costa (Panini)
- 2020: Roseira, Medalha e Engenho de Jefferson Costa (Pipoca & Nanquim)

### Meilleur fanzine
- 1990 : Saga de Ale Librandi Hy, Walter Junior et Marcelo Fernandes de Carvalho, éditeurs
- 1991 : Nhô-Quim de Henrique Magalhães et José Carlos Ribeiro, éditeurs / Guia das HQs / Tindie
- 1992 : Matrix de Gazy Andraus, éditeur
- 1993 : Panacea de José Mauro Kazi, éditeur
- 1994 : Boletim de HQ de Centre de recherche sur la bande dessinée de l'Université de São Paulo / Saga de Ale Librandi Hy, Walter Junior et Marcelo Fernandes de Carvalho, éditeurs
- 1995 : Cachalote
- 1996 : Glória, Glória, Aleluia! de Allan Sieber
- 1997 : Anime Club
- 1998 : Heroína de Zed et Fido Neste
- 1999 : Slam!
- 2000 : 10 Pãezinhos de Fábio Moon et Gabriel Bá
- 2001 : Enzima
- 2002 : Manicomics de J.J. Marreiro, éditeur
- 2003 : Informal de André Diniz et Antonio Eder, éditeurs
- 2004 : Xerocs Porcoration de Samuel Casal, Galvão Bertazzi et Artur de Carvalho
- 2005 : Manicomics de J.J. Marreiro, éditeur
- 2006 : Manicomics de J.J. Marreiro, éditeur
- 2007 : Subterrâneo

### Meilleur livre d'illustrations
- 2000 : Arquivo em imagens (série Última Hora) (Imprensa Oficial)
- 2001 : Lábaro estrelado de J. Carlos / Cássio Loredano, organisateur et Luciano Trigo, texte (Casa da Palavra)

### Meilleur livre pour enfants
- 1997 : O homem no teto (The Man in the Ceiling) de Jules Feiffer (Cia. das Letras)
- 1998 : Castelo Rá-Tim-Bum de Fernandes, illustrateur
- 1999 : Bamboletras de Dilan Camargo et Guazzelli, illustrateur (Projeto)
- 2000 : Boneco maluco e outras brincadeiras de Elias José and Guazzelli, illustrateur (Projeto)
- 2002 : Nós e os bichos de Marcelo R. L. Oliveira et Cárcamo, illustrateur (Companhia das Letrinhas)

### Meilleur livre théorique
- 1989: Esses incríveis heróis de papel de Ionaldo Cavalcanti (Mater)
- 1990: Ecad, cadê o meu? – uma bem humorada cartilha sobre o direito autoral na música popular de José Carlos Costa Netto et Paulo Caruso (Mil Folhas)
- 1991: Quadrinhos e arte seqüencial (Comics and Sequential Art) de Will Eisner (Martins Fontes)
- 1992: Mangá – o poder dos quadrinhos japoneses de Sonia Bibe Buyten (Hedra)
- 1994: O que é fanzine de Henrique Magalhães (Brasiliense)
- 1995: História da história em quadrinhos de Álvaro de Moya (Brasiliense)
- 1996: Desvendando os quadrinhos (Understanding Comics) de Scott McCloud (Makron Books)
- 1997: O mundo de Walt Disney de Álvaro de Moya (Geração)
- 1998: Feras do humor baiano de Gutenberg Cruz (Empresa Gráfica da Bahia) / Humor diário – a ilustração humorística do Diário de Pernambucano (1914–1996) de Lailson de Holanda Cavalcanti (UFPE)
- 1999: O Rio de J. Carlos de Zuenir Ventura et Cássio Loredano (Lacerda / Prefeitura do Rio de Janeiro)
- 2000: História (nem sempre) bem-humorada de Pernambuco – 140 caricaturas do século XIX – volume 1 de Graça Ataíde et Rosário Andrade (Bagaço)
- 2002: Quadrinhos, sedução e paixão de Moacy Cirne (Vozes)
- 2003: Tá rindo do quê? – um mergulho nos Salões de Humor de Piracicaba de Camilo Riani (Unimep)
- 2004: Vapt! Vupt! de Álvaro de Moya (Clemente Guarani)
- 2005: A Guerra dos Gibis – a formação do mercado editorial brasileiro e a censura aos quadrinhos, 1933–1964 de Gonçalo Junior (Companhia das Letras)
- 2006: Narrativas gráficas (Graphic Storytelling and Visual Narrative) de Will Eisner (Devir)
- 2007: O Tico-Tico – centenário da primeira revista de quadrinhos do Brasil de Waldomiro Vergueiro et Roberto Elísio dos Santos, organizers (Opera Graphica)
- 2008: Desenhando quadrinhos (Making Comics) de Scott McCloud (M. Books)
- 2009: Henfil – o humor subversivo e Márcio Malta (Expressão Popular)
- 2010: A leitura dos quadrinhos de Paulo Ramos (Contexto)
- 2011: Bienvenido – um passeio pelos quadrinhos argentinos de Paulo Ramos (Zarabatana)
- 2012: Angelo Agostini – a imprensa ilustrada da Corte à Capital Federal, 1864–1910 de Gilberto Marangoni (Devir)
- 2013: E Benício criou a mulher e Gonçalo Junior (Opera Graphica)
- 2014: Marvel Comics – A história secreta (Marvel Comics: The Untold Story) de Sean Howe (Leya Brasil)
- 2015: Humor Paulistano – A Experiência da Circo Editorial, 1984–1995 de Toninho Mendes (Sesi-SP Editora)
- 2016: Imageria – O nascimento das histórias em quadrinhos de Rogério de Campos (Veneta)
- 2017: 1973, Quando Tudo Começou! – História do 1º Salão Brasileiro de Humor e Quadrinhos de nombreaux auteurs (indépendent)
- 2018: Desaplanar (Unflattening) de Nick Sousanis (Veneta)
- 2019: Tradução de Histórias em Quadrinhos de Carol Pimentel (Transitiva)
- 2020: Mulheres & Quadrinhos de Dani Marino et Laluña Machado (Skript)

### Meilleur magazine classique
- 1989 : Spirit de Will Eisner
- 1990 : Cripta do Terror
- 1991 : Spirit de Will Eisner
- 1995 : Coleção Invictus de nombreux auteurs (Nova Sampa)
- 2003 : Novos Deuses (New Gods) de Jack Kirby (Opera Graphica)

### Meilleur magazine d'aventure
- 1998 : The Savage Dragon de Erik Larsen (Abril Jovem)
- 2004 : 100 Balas (100 Bullets) de Brian Azzarello et Eduardo Risso (Opera Graphica)
- 2005 : Marvel Max de nombreux auteurs (Panini)
- 2006 : Lobo Solitário (Kozure Ōkami) de Kazuo Koike et Goseki Kojima (Panini)
- 2007 : Lobo Solitário (Kozure Ōkami) de Kazuo Koike et Goseki Kojima (Panini)
- 2008 : Lobo Solitário (Kozure Ōkami) de Kazuo Koike et Goseki Kojima (Panini)

### Meilleur magazine d'aventure et de fiction
- 1989 : Aventura e Ficção de nombreux auteurs (Abril)
- 1990 : Aventura e Ficção de nombreux auteurs (Abril)
- 1994 : Pau Brasil de nombreux auteurs (Vidente)
- 1996 : Tex – Edição Especial Colorida (Tex #400) de Claudio Nizzi et Aurelio Galleppini (Globo)
- 1999 : Gen 13 & WildC.A.T.S. de nombreux auteurs (Abril Jovem)
- 2000 : Quebra-Queixo de Marcelo Campos (Brainstore)
- 2001 : Mirabilia de Wellington Srbek, Júlio Shimamoto, Flavio Colin et Klévisson Viana (Tupynanquim)
- 2002 : 100 Balas (100 Bullets) de Brian Azzarello et Eduardo Risso (Opera Graphica)
- 2003 : Vagabond de Takehiko Inoue (Conrad)

### Meilleur magazine d'horreur
- 1990 : Sandman de Neil Gaiman et nombreaux dessinateurs (Globo)
- 1991 : Sandman de Neil Gaiman et nombreaux dessinateurs (Globo)
- 1992 : Sandman de Neil Gaiman et nombreaux dessinateurs (Globo)
- 1993 : Sandman de Neil Gaiman et nombreaux dessinateurs (Globo)
- 1994 : Calafrio de nombreaux auteurs (D-Arte)
- 1995 : Hotel do Terror de Flavio Coin (Otacomix)
- 1996 : Coleção Assombração de nombreaux auteurs (Ediouro)
- 1998 : Vertigo DC #1 : Monstro do Pântano – lição de anatomia (The Saga of the Swamp Thing #21) de Alan Moore, Stephen Bissette et John Totleben (Metal Pesado)
- 1999 : Manticore Especial de Gian Danton, Antonio Eder, José Aguiar, Luciano Lagares et Márcio Freire (Monalisa)
- 2000 : Manticore Especial de Gian Danton, Antonio Eder, José Aguiar, Luciano Lagares et Márcio Freire (Monalisa)
- 2003 : Sandman de Neil Gaiman et nombreaux dessinateurs (Brianstore)

### Meilleur magazine d'humour
- 1989 : Chiclete com Banana de Angeli (Circo)
- 1990 : Chiclete com Banana Especial #3 : Los tres amigos de Angeli, Glauco et Laerte (Circo)
- 1991 : Piratas do Tietê de Laerte (Circo)
- 1992 : Piratas do Tietê de Laerte (Circo)
- 1993 : Níquel Náusea de Fernando Gonsales (VHD Diffusion)
- 1994 : Striptiras de Laerte (Circo / Sampa)
- 1995 : Big Bang Bang de Adão Iturrusgarai (Circo)
- 1996 : Rê Bordosa – memórias de uma porraloca de Angeli (Circo)
- 1997 : Casseta & Planeta em quadrinhos (Press)
- 1998 : O Onanista
- 1999 : Sergio Aragonés massacra a Marvel (Sergio Aragonés Massacres Marvel) de Sergio Aragonés (Abril Jovem)
- 2000 : Bundas de nombreaux auteurs
- 2001 : Bundas de nombreaux auteurs
- 2002 : Mad de nombreaux auteurs (Mythos)
- 2003 : Grump de Orlandeli (Escala)

### Meilleur magazine pour enfants
- 1989 : Revistinha do Ziraldo de Ziraldo (Abril)
- 1990 : O Menino Maluquinho de Ziraldo (Abril)
- 1991 : Trapalhões de nombreux auteurs (Abril)
- 1992 : Trapalhões de nombreux auteurs (Abril)
- 1993 : Chico Bento de nombreux auteurs (Globo)
- 1994 : Parque da Mônica de nombreux auteurs (Globo)
- 1995 : Mônica de nombreux auteurs (Globo)
- 1996 : Mônica de nombreux auteurs (Globo)
- 1997 : Sailor Moon (Bishōjo Senshi Sērā Mūn) de Naoko Takeuchi (Abril Jovem)
- 1998 : Almanaque da Mônica de nombreux auteurs (Globo)
- 1999 : Turma da Mônica de nombreux auteurs (Globo)
- 2000 : Chico Bento de nombreux auteurs (Globo)
- 2001 : Turma da Mônica de nombreux auteurs (Globo)
- 2002 : Mico Legal de Sergio Morettini (Escala)
- 2003 : Turma do Xaxado 3 de Antonio Cedraz (indépendant)
- 2004 : Minha Revistinha – Turma do Xaxado de Antonio Cedraz (indépendant)
- 2005 : O Menino Maluquinho de Ziraldo (Globo)
- 2006 : O Menino Maluquinho de Ziraldo (Globo)
- 2007 : O Menino Maluquinho de Ziraldo (Globo)

### Meilleure mini-série étrangère
Le prix considère l'édition brésilienne des œuvres.
- 1989 : Elektra assassina (Elektra: Assassin)  de Frank Miller et Bill Sienkiewicz (Abril)
- 1990 : Orquídea Negra (Black Orchid)  de Neil Gaiman et Dave McKean (Abril Jovem)
- 1991 : V de Vingança (V for Vendetta)  de Alan Moore et David Lloyd (Globo)
- 1992 : Os Livros da Magia (The Books of Magic)  de Neil Gaiman et nombreux dessinateurs (Abril Jovem)
- 1993 : Batman/Juiz Dredd – julgamento em Gotham (Batman/Judge Dredd: Judgment on Gotham)  de Alan Grant, John Wagner et Simon Bisley (Abril Jovem)
- 1994 : Batman – a espada de Azrael (Batman: Sword of Azrael)  de Denny O'Neil et Joe Quesada (Abril Jovem)
- 1995 : Lobo está morto (Lobo's Back)  de Keith Giffen, Alan Grant et Simon Bisley (Abril Jovem)
- 1996 : Marvels  de Kurt Busiek et Alex Ross (Abril Jovem)
- 1997 : No coração da tempestade (To the Heart of the Storm)  de Will Eisner (Abril Jovem)
- 1998 : O Reino do Amanhã (Kingdom Come)  de Mark Waid et Alex Ross (Abril Jovem)
- 1999 : Batman – preto e branco (Batman Black and White)  de nombreux auteurs (Abril Jovem)
- 2000 : Ken Parker – onde morrem os titãs (Dove muoiono i Titani)  de Giancarlo Berardi et Ivo Milazzo (CLUQ)
- 2001 : Batman e Tarzan (Batman/Tarzan: Claws of the Cat-woman)  de Ron Marz et Igor Kordey (Mythos)
- 2002 : As aventuras da Liga Extraordinária (The League of Extraordinary Gentlemen)  de Alan Moore et Kevin O'Neill (Pandora)
- 2003 : Wolverine – origem (Origin)  de Paul Jenkins et Andy Kubert (Panini)

### Meilleure mini-série nationale
- 1999: Lua dos dragões de Marcelo Cassaro et André Vazzios (Trama)
- 2001: Combo Rangers Revolution de Fabio Yabu et Ulisses Pérez (JBC)
- 2002: Pindorama – a outra história do Brasil de Lailson de Holanda Cavalcanti (Diario de Pernambuco)

### Meilleur projet éditorial
- 1997 : Gibizão da Turma da Mônica de nombreux auteurs (Globo)
- 1998 : Coleção miniTonto de nombreux auteurs (Tonto)
- 1999 : Olho Mágico de nombreux auteurs (Tonto)
- 2000 : Comic book – o novo quadrinho americano de nombreux auteurs (Conrad)
- 2001 : Humor Brasil – 500 anos de nombreux auteurs (Conrad)
- 2002 : Front de nombreux auteurs (Via Lettera)
- 2003 : Front de nombreux auteurs (Via Lettera)
- 2004 : Sandman – noites sem fim (The Sandman: Endless Nights) de Neil Gaiman et nombreux dessinateurs (Conrad)
- 2005 : O Melhor da Disney – as obras completas de Carl Barks de Carl Barks (Abril Jovem)
- 2006 : Coleção "Cidades ilustradas" de nombreux auteurs (Casa 21)
- 2007 : Cidades ilustradas – cidades do ouro de Lelis (Casa 21)
- 2008 : Laertevisão – coisas que não esqueci de Laerte (Conrad)
- 2009 : Turma da Mônica Jovem de nombreux auteurs (Panini)
- 2010 : MSP 50 – Mauricio de Sousa por 50 artistas de nombreux auteurs (Panini)
- 2011 : Calendário Pindura 2011 de nombreux auteurs (Pegasus Alado)
- 2012 : MSP Novos 50 – Mauricio de Sousa por 50 Novos Artistas de nombreux auteurs (Panini)
- 2013 : Graphic MSP de nombreux auteurs (Panini)
- 2014 : Coleção Moebius de Moebius (Nemo)
- 2015 : Humor Paulistano – A Experiência da Circo Editorial, 1984–1995 de Toninho Mendes, organisateur (SESI-SP)
- 2016 : O Fabuloso Quadrinho Brasileiro de 2015 de Rafael Coutinho, Clarice Reichstul et Érico Assis, organisateurs (Veneta)
- 2017 : A Liga Extraordinária – Dossiê Negro – Edição de Luxo Limitada (The League of Extraordinary Gentlemen: Black Dossier) de Alan Moore et Kevin O'Neill (Devir)
- 2018 : Os Mundos de Jack Kirby – um tributo ao rei dos quadrinhos de nombreux auteurs (Guia dos Quadrinhos)
- 2019 : A Arte de Charlie Chan Hock Chye (The Art of Charlie Chan Hock Chye) de Sonny Liew (Pipoca & Nanquim)
- 2020 : Collection Batman Noir (Panini)

### Meilleur projet graphique
- 1989 : Chiclete com Banana de Angeli (Circo)
- 1990 : Martins Fontes
- 1991 : Chiclete com Banana de Angeli (Circo)
- 1992 : Fragmentos completos (Revista Goodyear Especial) de Luiz Gê
- 1993 : Momotaro – o menino pêssego de Newton Foot (Ponkã)
- 1994 : Território dos bravos de Luiz Gê (34)
- 1995 : Ken Parker – os cervos & um hálito de gelo (Cuccioli / Un alito di ghiaccio) de Giancarlo Berardi et Ivo Milazzo (Ensaio)
- 1996 : Rolling Stones – Voodoo Lounge de Dave McKean (Abril Jovem)
- 1997 : No coração da tempestade (To the Heart of the Storm) de Will Eisner (Abril Jovem)
- 1998 : Graffiti 76% Quadrinhos de nombreaux auteurs (indépendant)
- 1999 : Graffiti 76% Quadrinhos de nombreaux auteurs (indépendant)
- 2000 : Graffiti 76% Quadrinhos de nombreaux auteurs (indépendant)
- 2001 : Graffiti 76% Quadrinhos de nombreaux auteurs (indépendant)
- 2002 : Fábrica de Quadrinhos de nombreaux auteurs (Devir)
- 2003 : Ragú Cordel de nombreaux auteurs (independent)
- 2004 : Front' de nombreaux auteurs (Companhia das Letras)
- 2005 : À sombra das torres ausentes (In the Shadow of No Towers) de Art Spiegelman (Companhia das Letras)
- 2006 : Cidades Ilustradas – Salvador / Cidades Ilustradas – Belém de Marcello Quintanilha (Salvador) et Jean-Claude Denis (Belém) (Casa 21)
- 2007 : Sandman de Neil Gaiman et nombreaux dessinateurs
- 2008 : Laertevisão – coisas que não esqueci de Laerte
- 2019 : Box Noites de Trevas – Metal x Sepultura (Panini)
- 2020 : Cartas Para Ninguém de Diana Salu

### Meilleur prozine
- 2005: Putzgrila
- 2006: Areia Hostil de Lorde Lobo, éditeur
- 2007: A mosca no copo de vidro e outras histórias

### Meilleure publication classique
Cette catégorie a été fusionnée de « Meilleur album classique » et « Meilleure magazine classique ».
- 2004 : Zap Comix de Robert Crumb (Conrad)
- 2005 : Todo Pererê No. 3 de Ziraldo (Salamandra)
- 2006 : Maus de Art Spiegelman (Cia. das Letras)
- 2007 : Corto Maltese – a balada do mar salgado (Una ballata del mare salato) de Hugo Pratt (Pixel)
- 2008 : Um contrato com Deus e outras histórias de cortiço (A Contract with God) de Will Eisner (Devir)
- 2009 : Che – os últimos dias de um herói (Vida del Che) de Héctor Oesterheld, Alberto Breccia et Enrique Breccia (Conrad)
- 2010 : Peanuts completo – 1950 a 1952 (The Complete Peanuts) de Charles Schulz (L&PM)
- 2011 : Peanuts completo (The Complete Peanuts) de Charles Schulz (L&PM)
- 2012 : Arzach de Moebius (Nemo)
- 2013 : Diomedes – a trilogia do acidente de Lourenço Mutarelli (Quadrinhos na Cia)
- 2014 : Fradim de Henfil (Henfil – Educação e Sustentabilidade)
- 2015 : A Saga do Monstro do Pântano – Volumes 1 a 3 (Saga of the Swamp Thing) de nombreux auteurs (Panini)
- 2016 : Zodíaco Premium de Jayme Cortez (Opera Graphica)
- 2017 : Sharaz-de – Contos de As Mil e Uma Noites – Volume 1 (Sharaz-de) de Sergio Toppi (Figura)
- 2018 : Akira de Katsuhiro Otomo (JBC)
- 2019 : Akira 2 de Katsuhiro Otomo (JBC)
- 2020 : Akira 6 de Katsuhiro Otomo (JBC)

### Meilleure publication d'aventure/horreur/fantastique
Cette catégorie a été fusionnée à partir du « Meilleur album d'aventure », « Meilleur album de fiction », « Meilleur album de fiction, d'aventure et d'horreur », « Meilleur album d'horreur », « Meilleur magazine d'aventure », « Meilleur magazine d'aventure et de fiction », « Meilleur magazine d'horreur », et « Meilleure publication d'horreur »; et, jusqu'en 2015, cette catégorie s'appelait « Meilleure publication d'aventure/horreur/fiction ».
- 2009 : 100 Balas (100 Bullets) de Brian Azzarello et Eduardo Risso (Pixel)
- 2010 : J. Kendall – aventuras de uma criminóloga (Julia – Le avventure di una criminologa) de Giancarlo Berardi et de nombreux dessinateurs
- 2011 : Vertigo de nombreux auteurs (Panini)
- 2012 : Birds de Gustavo Duarte (independent)
- 2013 : The Walking Dead de Robert Kirkman et Tony Moore (HQM)
- 2014 : Piteco - Ingá de Shiko (Panini)
- 2015 : Astronauta – Singularidade de Danilo Beyruth (Panini)
- 2016 : Lavagem de Shiko (Panini)
- 2017 : Astronauta – Assimetria de Danilo Beyruth (Panini)
- 2018 : Meu Amigo Dahmer (My Friend Dahmer) de Derf Backderf (Darkside)
- 2019 : Samurai Shirô de Danilo Beyruth (DarkSide)
- 2020 : Gibi de Menininha 2 de nombreux auteurs (Zarabatana)

### Meilleure publication de caricatures
Jusqu'en 2003, cette catégorie s'appelait « Meilleur livre de caricatures ».
- 1998 : Quem é Sábat? de Sábat
- 1999 : Fatores de risco – coletânea de charges e caricaturas de Erthal (Paz e Terra)
- 2000 : Sem perder a linha de Fausto (Ediouro)
- 2002 : O poder sem pudor de Cláudio Humberto et Osvaldo Pavanelli (Diário Popular)
- 2003 : Alfabeto literário de Loredano (Geração)
- 2008 : É mentira, Chico? de Ziraldo (Capivara)
- 2010 : 50 razões para rir de Toni D'Agostinho (Noovha América)
- 2011 : Bravo! Literatura & Futebol de Ricardo Soares (Abril)

### Meilleure publication de comic strips
- 2004 : Níquel Náusea – nem tudo que balança cai de Fernando Gonsales (Devir)
- 2005 : Níquel Náusea – vá pentear macacos de Fernando Gonsales (Devir)
- 2006 : Níquel Náusea – a perereca da vizinha de Fernando Gonsales (Devir)
- 2007 : Níquel Náusea – tédio no chiqueiro de Fernando Gonsales (Devir)
- 2008 : O mundo é mágico – Calvin e Haroldo (It's a Magical World) de Bill Watterson (Conrad)
- 2009 : Níquel Náusea – em boca fechada não entra mosca de Fernando Gonsales (Devir)
- 2010 : Níquel Náusea – um tigre, dois tigres, três tigres de Fernando Gonsales (Devir)
- 2011 : Níquel Náusea – a vaca foi pro brejo de Fernando Gonsales (Devir)
- 2012 : Macanudo 4 de Liniers (Zarabatana)
- 2013 : Valente para todas de Vitor Cafaggi (indépendant)
- 2014 : Valente por opção de Vitor Cafaggi (Panini)
- 2015 : A Vida com Logan – para ler no sofá de Flavio Soares (Jupati Books)
- 2016 : Will Tirando de Will Leite (indépendant)
- 2017 : Quadrinhos dos Anos 10 de André Dahmer (Quadrinhos na Cia)
- 2018 : Linha do Trem – The Best Of de Raphael Salimena (Draco)
- 2019 : Will Tirando nº 2 de Will Leite (indépendant)
- 2020 : Batatinha Fantasma de Carol Borges et Filipe Remedios (indépendant)

### Meilleure publication de dessins de presse
Jusqu'en 2003, cette catégorie s'appelait « Meilleur livre de dessins de presse ».
- 1993 : Fora Collor de Chico Caruso (Globo)
- 1994 : Separatismo – corta essa de many authors (L&PM)
- 1995 : Loredano caricaturas: mancha, traço, página – a forma do cotidiano de Cássio Loredano (Topbooks)
- 1996 : FHC – Biografia não autorizada de Angeli (Ensaio / Circo)
- 1998 : 100 vezes Ique no Estadão de Ique (Salamandra)
- 1999 : Pittadas de Maluf de Cláudio (Boitempo)
- 2000 : Falando sério de Fred (UFPB)
- 2001 : Humor do fim do século de Clériston, Lailson, Miguel, Ronaldo et Samuca
- 2002 : Se arrependimento matasse de Nani (Veloc)
- 2003 : Era uma vez FH de Chico Caruso (Devir)
- 2004 : OPasquim21 de nombreux auteurs
- 2005 : OPasquim21 de nombreux auteurs
- 2006 : Diabo Coxo de Angelo Agostini (Edusp)
- 2007 : Antologia do Pasquim – vol. 1 de nombreux auteurs (Desiderata)
- 2008 : Urubu' de Henfil (Desiderata)
- 2009 : Catálogo do 35º Salão Internacional de Humor de Piracicaba de nombreux auteurs (Imprensa Oficial)
- 2010 : Catálogo do Salão de Humor da Anistia de nombreux auteurs (Senado Federal)
- 2011 : Gibi do Glauco' de Glauco Villas Boas (Folha de S.Paulo)

### Meilleure publication de dessins humoristiques
Jusqu'en 2003, cette catégorie s'appelait « Meilleur livre de dessins humoristiques ».
- 1994 : Ninguém é de ferro de Santiago (L&PM)
- 1995 : Soltando as hienas de Biratan
- 1996 : Humor gráfico na Bahia – o traço dos mestres de Gutemberg Cruz (Arembepe)
- 1997 : Urubu e o Flamengo de Henfil (34)
- 1998 : De papo pro ar e Santiago (L&PM)
- 1999 : Humor em risco – cartuns de Érico
- 2000 : A vida por uma linha de Samuca
- 2001 : Paraíba e Piauí no cartum – com todo o risco de nombreux auteurs
- 2002 : Risco de 7 cabeças – o melhor do cartum paraense de nombreux auteurs
- 2003 : Humor pela paz e a falta que ela faz de Mario Dimov Mastrotti, organisateur (Virgo)
- 2004 : Sexo é uma coisa suja de Angeli (Devir)
- 2005 : Bem, Obrigado. E Você? / Quinoterapia / Quanta Bondade! de Quino (Martins Fontes)
- 2006 : Sem comentários de Allan Sieber (Casa 21)
- 2007 : Antologia do Pasquim – vol. 1 de nombreux auteurs (Desiderata)
- 2008 : Assim rasteja a humanidade de Allan Sieber (Desiderata)
- 2009 : Tulípio #7 de Eduardo Rodrigues et Paulo Stocker (indépendant)
- 2010 : Sem palavras de Samuca (indépendant)
- 2011 : Cócegas no raciocínio de João Montanaro (Garimpo)

### Meilleure publication d'horreur
Cette catégorie a été fusionnée de « Meilleur album d'horreur » et « Meilleure magazine d'horreur ».
- 2004 : Contos bizarros de nombreaux auteurs (Abril)
- 2005 : Dylan Dog de nombreaux auteurs (Mythos)
- 2006 : Dylan Dog de nombreaux auteurs (Mythos)
- 2007 : Os mortos-vivos – dias passados (The Walking Dead #1–6) de Robert Kirkman et Tony Moore (HQM)
- 2008 : Black Hole de Charles Burns (Conrad)

### Meilleure publication d'humour
Cette catégorie a été fusionnée de « Meilleur album d'humour » et « Meilleure magazine d'humour ».
- 2004 : OPasquim21 de nombreaux auteurs
- 2005 : Preto no branco de Allan Sieber (Conrad)
- 2006 : Pif Paf de Millôr Fernandes (Argumento)
- 2007 : Níquel Náusea – tédio no chiqueiro de Fernando Gonsales (Devir)
- 2008 : Piratas do Tietê – a saga completa de Laerte (Devir)
- 2009 : Piratas do Tietê – a saga completa – livro 3 de Laerte (Devir)
- 2010 : É tudo mais ou menos verdade – jornalismo investigativo, tendencioso e ficcional de Allan Sieber de Allan Sieber (Desiderata)
- 2016 : Guia Culinário do Falido de nombreaux auteurs (Balão)
- 2017 : A Última Bailarina Contra-Ataca de Guilherme de Sousa (Korja dos Quadrinhos)
- 2018 : Marcatti 40 de nombreaux auteurs (Ugra Press)
- 2019 : Agente Sommos e o Beliscão Atômico de Flávio Luiz Nogueira (Papel A2 Texto & Arte)
- 2020 : Hell, No! Bem vindo ao inferno de Leo Finocchi (Balão)

### Meilleure publication d'humour graphique
Cette catégorie a été fusionnée à partir de « Meilleure publication de caricatures », « Meilleure publication de dessins humoristiques » et « Meilleure publication de dessins de presse ».
- 2012 : Uma Patada Com Carinho de Chiquinha (Leya/Barba Negra)
- 2013 : Se a vida fosse como a internet de Pablo Carranza (Beleléu)
- 2014 : Os Grandes Artistas da Mad – Sergio Aragonés (MAD’s Greatest Artists: Sergio Aragonés: Five Decades of His Finest Works) de Sergio Aragonés (Panini)
- 2015 : Có! & Birds de Gustavo Duarte (Quadrinhos na Cia)
- 2016 : Ah, como era boa a Ditadura... de Luiz Gê (Quadrinhos na Cia)

### Meilleure publication de mini-série
Cette catégorie a été fusionnée à partir de « Meilleure mini-série nationale » et « Meilleure mini-série étrangère »; et, jusqu'en 2016, cette catégorie s'appelait « Meilleure mini-série ».
- 2004: Ronin de Frank Miller (Opera Graphica)
- 2005: 1602 (Marvel 1602) de Neil Gaiman et Andy Kubert (Panini)
- 2006: Superman – identidade secreta (Superman: Secret Identity) de Kurt Busiek et Stuart Immonen (Panini)
- 2007: Adolf (Adolf ni Tsugu) de Osamu Tezuka (Conrad)
- 2008: Fábulas – 1001 noites (1001 Nights of Snowfall) de Bill Willingham et nombreaux dessinateurs (Pixel)
- 2016: Ditadura no Ar No. 4 de Raphael Fernandes et Abel (indépendent) / Pátria Armada # 1, 2 de Klebs Júnior (Impulso HQ)
- 2017: Quack – Volume 3 de Kaji Pato (Draco)
- 2018: Xampu de Roger Cruz (Panini)
- 2019: Greg – o contador de histórias de Marcio R. Gotland (Náutilo HQ)
- 2020: Akira 6 de Katsuhiro Otomo (JBC)

### Meilleure publication érotique
Jusqu'en 2001, cette catégorie s'appelait « Meilleur album érotique ».
- 1989 : As 110 pílulas (Le 110 pillole) de Magnus (Martins Fontes)
- 1990 : Necron de Magnus (L&PM)
- 1991 : Little Ego de Giardino (Martins Fontes) / Sampa Graphic Album #2 : Fetichast – províncias do desejo de José Márcio Nicolosi (Sampa) / O Clic 2 (Il gioco 2) de Milo Manara (Martins Fontes)
- 1992 : Druuna de Paolo Eleuteri Serpieri
- 1993 : Druuna de Paolo Eleuteri Serpieri
- 1994 : Kama Sutra de Milo Manara (L&PM)
- 2001 : Volúpia de Julio Shimamoto (Opera Graphica)
- 2007 : Valentina – Crepax 65–66 de Guido Crepax (Conrad)
- 2008 : Lost Girls de Alan Moore et Melinda Gebbie (Devir)
- 2009 : Clic 3 (Il gioco vol.3) de Milo Manara (Conrad)
- 2010 : Verão índio (Tutto ricominciò con un'estate indiana) de Hugo Pratt et Milo Manara (Conrad)
- 2011 : Quadrinhos sacanas – o catecismo brasileiro de Toninho Mendes, organisateur (Peixe Grande)
- 2012 : Black Kiss de Howard Chaykin (Devir)
- 2016 : Caravaggio – A Morte da Virgem (Caravaggio – La tavolozza e la spada) de Milo Manara (Veneta)

### Meilleure publication indépendante
Jusqu'en 2003, cette catégorie s'appelait « Meilleur magazine indépendant » ; et, à partir de 2008, cette catégorie a été divisée en « Meilleure publication indépendante de groupe », « Meilleure publication indépendante de poche », « Meilleure publication indépendante en édition unique » et « Meilleure publication indépendante d'auteur ».
- 1989 : Ventosa de Marcatti
- 1990 : Lôdo de Marcatti
- 1991 : Dundum Quadrinhos de Adão Iturrusgarai et Gilmar Rodrigues, éditeurs
- 1992 : Dundum Quadrinhos de Adão Iturrusgarai et Gilmar Rodrigues, éditeurs
- 1993 : RxDxPx Comix de Marcatti et João Gordo
- 1994 : Revista do Ota de Ota
- 1995 : Panacea de José Mauro Kazi, éditeur
- 1996 : Antologia da Manha
- 1997 : Gibizon Radicci de Iotti
- 1998 : Glória, Glória, Aleluia! de Allan Sieber
- 1999 : Caliban de Wellington Srbek, éditeurs
- 2000 : Jane Mastodonte de Flávio Luís
- 2001 : Hipocampo de Amaral
- 2002 : Ragú de Lin et Mascaro, éditeurs
- 2003 : Top! Top! de Henrique Magalhães
- 2004 : Desventuras de Fráuzio de Marcatti
- 2005 : Mosh! de S. Lobo et Renato Lima, éditeurs
- 2006 : Mosh! de S. Lobo et Renato Lima, éditeurs
- 2007 : 10 Pãezinhos – um dia, uma noite de Gabriel Bá et Fábio Moon

### Meilleure publication indépendante d'auteur
- 2008 : Menino Caranguejo #1 de Chicolam
- 2009 : Nanquim Descartável de Daniel Esteves
- 2010 : Nanquim Descartável de Daniel Esteves
- 2011 : O Cabra de Flávio Luiz
- 2012 : Birds de Gustavo Duarte
- 2013 : Quadrinhos A2 – segunda temporada de Cristina Eiko et Paulo Crumbim
- 2014 : Beijo Adolescente 2 de Rafael Coutinho
- 2015 : Edgar 1 de Gustavo Borges
- 2016 : Beco do Rosário de Ana Luiza Koehler
- 2017 : Opala 76 de Eduardo Ferigato
- 2018 : Alho-Poró de Bianca Pinheiro
- 2019 : Histórias Tristes e Piadas Ruins de Laura Athayde
- 2020 : São Francisco de Gabriela Güllich et João Velozo

### Meilleure publication indépendante de groupe
- 2008 : Quadrinhópole #4
- 2009 : Café Espacial
- 2010 : Café Espacial
- 2011 : Café Espacial
- 2012 : Café Espacial
- 2013 : Petisco Apresenta I
- 2014 : Café Espacial #12
- 2015 : QUAD 2
- 2016 : O Gralha – Artbook
- 2017 : São Paulo dos Mortos – Volume 3
- 2018 : Orixás – Em Guerra
- 2019 : Orixás – Renascimento de Alex Mir, Germana Viana, Laudo Ferreira et Omar Viñole
- 2020 : VHS: Video Horror Show

### Meilleure publication indépendante de poche
- 2008 : Juke Box #4 de Renato Lima, éditeur

### Meilleure publication indépendante en édition unique
Jusqu'en 2010, cette catégorie s'appelait « Meilleure publication indépendante spéciale ».
- 2008 : O relógio insano de Eloar Guazzelli
- 2009 : Depois da Meia-noite de Laudo Ferreira Jr. et Omar Viñole
- 2010 : Có! de Gustavo Duarte
- 2011 : Taxi de Gustavo Duarte
- 2012 : O louco, a caixa e o homem de Daniel Esteves et Will
- 2013 : Km Blues de Daniel Esteves, Wanderson de Souza et Wagner de Souza
- 2014 : O Monstro de Fabio Coala
- 2015 : Quaisqualigundum de Davi Calil et Roger Cruz
- 2016 : Uma Aventura de Verne & Mauá – Mil Léguas Transamazônicas de Will et Spacca
- 2017 : The Hype de Marcel Ibaldo et Max Andrade
- 2018 : Alho-Poró de Bianca Pinheiro
- 2019 : Os Últimos Dias do Xerife de Thiago Ossostortos
- 2020 : Último Assalto de Daniel Esteves et Alex Rodrigues

### Meilleure publication jeunesse
- 2016: Turma da Mônica: Lições de Vitor Cafaggi and Lu Cafaggi (Panini)
- 2017: Mônica: Força de Bianca Pinheiro (Panini)
- 2018: Chico Bento: Arvorada de Orlandeli (Panini)
- 2019: Jeremias: Pele de Rafael Calça et Jefferson Costa (Panini)
- 2020: Tina: Respeito de Fefê Torquato (Panini)

### Meilleure publication mix
Jusqu'en 2003, cette catégorie s'appelait « Meilleur magazine mix ».
- 1989: Animal (VHD Diffusion)
- 1990: Animal (VHD Diffusion)
- 1991: Animal (VHD Diffusion)
- 1992: Mil Perigos(Dealer)
- 1994: Graphic Rock #1: John Lennon – tributo (Nova Sampa)
- 1995: Lúcifer (Circo)
- 1996: Lúcifer (Circo)
- 1997: Heavy Metal (Heavy Metal)[note 2]
- 1998: Metal Pesado – tudo em quadrinhos (Metal Pesado)
- 1999: Cybercomix (Bookmakers)
- 2000: Graffiti 76% Quadrinhos (independent)
- 2001: Canalha (Brainstore)
- 2002: Front (Via Lettera)
- 2003: Front (Via Lettera)
- 2004: Front (Via Lettera)
- 2005: Mosh! (indépendent)
- 2006: Mosh! (indépendent)
- 2007: Front No. 17 (Via Lettera)
- 2008: Pixel Magazine (Pixel)
- 2009: Graffiti 76% Quadrinhos nº 18 (indépendent)
- 2010: MSP 50 – Mauricio de Sousa por 50 artistas (Panini)
- 2011: MSP +50 – Mauricio de Sousa por mais 50 artistas (Panini)
- 2012: MSP Novos 50 – Mauricio de Sousa por 50 novos artistas (Panini)
- 2013: Creepy – Contos Clássicos de Terror – Volume Um (Devir)
- 2014: Friquinique (indépendent)
- 2015: Gibi Quântico (indépendent)
- 2016: O Rei Amarelo em quadrinhos (Draco)
- 2017: O Despertar de Cthulhu em Quadrinhos (Draco)
- 2018: Baiacu (Todavia) / Marcatti 40 (Ugra Press)
- 2019: Gibi de Menininha (Zarabatana)
- 2020: Mulheres & Quadrinhos de Dani Marino et Laluña Machado (Skript)

### Meilleure publication pour enfants
Cette catégorie a été fusionnée de « Meilleur album pour enfants » et « Meilleure bande dessinée pour enfants » ; et, entre 2009 et 2015, cette catégorie a été appelée « Meilleure publication pour enfants et jeunes ».
- 2008 : As tiras clássicas da Turma da Mônica de nombreux auteurs (Panini)
- 2009 : Turma da Mônica Jovem de nombreux auteurs (Panini)
- 2010 : Turma da Mônica Jovem de nombreux auteurs (Panini)
- 2011 : Pequenos Heróis de nombreux auteurs (Devir)
- 2012 : Turma da Mônica Jovem de nombreux auteurs (Panini)
- 2013 : Turma da Mônica Jovem – O casamento da Mônica de nombreux auteurs (Panini)
- 2014 : Turma da Mônica – Laços de Vitor Cafaggi et Lu Cafaggi (Panini)
- 2015 : Aú, o Capoerista e o Fantasma do Farolde Flávio Luiz (Papel A2 Texto & Arte)
- 2016 : Chico Bento #1–8 de nombreux auteurs (Panini)
- 2017 : O Roubo do Marsupilami (Les voleurs du Marsupilami) de Franquin (SESI-SP)
- 2018 : Combo Rangers – Somos Iguais de Fábio Yabu et Michel Borges (JBC)
- 2019 : Os Diários de Amora (Les Carnets de Cerise) de Aurélie Neyret and Joris Chamblain (Nemo)
- 2020 : Como Fazer Amigos e Enfrentar Fantasmas de Gustavo Borges and Eric Peleias (independent)

### Meilleur roman graphique étranger
Le prix considère l'édition brésilienne des œuvres.
- 1989 : Graphic Novel #2 : Demolidor (Marvel Graphic Novel #24)  de Frank Miller et Bill Sienkiewicz (Abril)
- 1990 : Graphic Novel #12 : Rocketeer (The Rocketeer)  de Dave Stevens (Abril)
- 1991 : Graphic Album #1 : Drácula (Marvel Graphic Novel #26)  de Jon J. Muth (Abril Jovem)
- 1992 : Graphic Album #6 : Elektra Vive (Elektra Lives Again)  de Frank Miller et Lynn Varley (Abril Jovem)
- 1993 : Graphic Globo #11 : Exterminador 17 (Exterminateur 17)  de Jean-Pierre Dionnet et Enki Bilal (Globo)
- 1994 : Wolverine – fúria interior (Wolverine: Inner Fury)  de Dan Chichester et Bill Sienkiewicz (Abril Jovem)
- 1995 : Tex – o grande roubo (Tex Albo Speciale (Texone) #6)  de Claudio Nizzi et José Ortiz (Globo)
- 1996 : Ás inimigo – um poema de guerra (Enemy Ace: War Idyll)  de George Pratt (Abril Jovem)
- 1997 : Tex – o vale do terror (Tex Albo Speciale (Texone) #9)  de Claudio Nizzi et Magnus (Globo)
- 1998 : Lobo/Juiz Dredd – motoqueiros doidos vs. mutantes do inferno (Lobo/Judge Dredd: Psycho Bikers Vs. The Mutants From Hell) , de Alan Grant, John Wagner et Val Semeiks (Abril Jovem)
- 1999 : O Sistema (The System)  de Peter Kuper (Abril Jovem)
- 2000 : Tex Gigante #1 : Tex – o homem de Atlanta (Tex Albo Speciale (Texone) #10)  de Claudio Nizzi et Jordi Bernet (Mythos)
- 2001 : Palestina – uma nação ocupada (Palestine)  de Joe Sacco (Conrad)
- 2002 : Gorazde – área de segurança (Safe Area Goražde)  de Joe Sacco (Conrad)
- 2003 : A Paixão do Arlequim (Harlequin Valentine),  de Neil Gaiman et John Bolton (Conrad)

### Meilleur roman graphique national
- 1992: Graphic Dealer #1: Transubstanciação de Lourenço Mutarelli (Dealer)
- 1993: Graphic Dealer #2: O negócio do Sertão – como descolar uma grana no séc. XVII de André Toral (Dealer)
- 1994: Desgraçados de Lourenço Mutarelli (Vidente)
- 1995: Mulher-Diaba no rastro de Lampião de Ataíde Braz et Flavio Colin (Sampa)
- 1996: À meia-noite levarei sua alma de José Mojica Marins et Laudo Ferreira Jr. (Sampa)
- 1997: O Vira-Lata de Paulo Garfunkel et Líbero Malavoglia (Paladinos de Onan)
- 1998: O Vira-Lata de Paulo Garfunkel et Líbero Malavoglia (Paladinos de Onan)
- 1999: Lampião – era o cavalo do tempo atrás da besta da vida de Klévisson Viana (Hedra)
- 2000: A estranha turma do Zé do Caixão de Alexandre Montandon et Alexandre Dias (Brainstore)
- 2001: Fawcett de André Diniz et Flavio Colin (Nona Arte)
- 2002: Estórias Gerais de Wellington Srbek et Flavio Colin (Conrad)
- 2003: Fantasmagoriana de Wellington Srbek et Flavio Colin (indépendent)

### Meilleur webcomic
Jusqu'en 2007, cette catégorie s'appelait « Meilleur site Web de bande dessinée ».
- 1998: Gibindex
- 1999: Cybercomix de nombreaux auteurs
- 2000: Cybercomix de nombreaux auteurs
- 2001: Cybercomix de nombreaux auteurs
- 2002: Nona Arte de André Diniz, éditeur
- 2003: Nona Arte de André Diniz, éditeur
- 2004: Nona Arte de André Diniz, éditeur
- 2005: Nona Arte de André Diniz, éditeur
- 2006: Nona Arte de André Diniz, éditeur
- 2007: Mundo Canibal
- 2008: Malvados de André Dahmer
- 2009: Quadrinhos ordinários de Rafael Sica
- 2010: Dinamite & Raio-Laser e Samuel Fonseca
- 2011: Linha do Trem de Raphael Salimena
- 2012: Terapia de Rob Gordon, Marina Kurcis et Mario Cau
- 2013: Feira da Fruta de nombreaux auteurs
- 2014: Terapia de Rob Gordon, Marina Kurcis et Mario Cau
- 2015: Beladona de Ana Recalde et Denis Mello
- 2016: Quadrinhos Ácidos de Pedro Leite
- 2017: As Empoderadas de Germana Viana
- 2018: Hell No! Meu pai é o diabo de Leo Finocchi
- 2019: Bendita Cura de Mário César
- 2020: Bendita Cura de Mário César

### Meilleur webcomic strip
- 2012: Um Sábado Qualquer de Carlos Ruas
- 2013: Vida Besta de Galvão
- 2014: Overdose Homeopática de Marco Oliveira
- 2015: Will Tirando de Will Leite
- 2016: Ryot IRAS de Ryot
- 2017: Linha do Trem de Raphael Salimena
- 2018: Will Tirando de Will Leite
- 2010: Will Tirando de Will Leite
- 2020: Tirinhas do Silva João de Silva João

### Spécial manga
- 2016: Quack – Patadas Voadoras de Kaji Pato (Draco)

## Académique

### Meilleur mémoire de baccalauréat
- 2007 : HQ: a nona arte pour Daniela de Andrade Santana, Janaina Guimarães Monteiro, Priscila Sodré Portilho da Silva et Vivian Lima Conesa (Universidade Anhembi Morumbi)
- 2008 : Na Bodega, Colóquio Ilustrado pour Gil Tókio (USP)
- 2009 : A quarta dimensão do trabalho de Breccia pour Pedro Franz Broering (UFSC)
- 2010 : As Histórias em quadrinhos e o cinema: as artes irmãs pour Adriano Di Benedetto (USP)
- 2011 : Letras, por Quixote de Cerveisner – estudo comparativo entre o capítulo VIII do Quixote de Cervantes e sua adaptação para os quadrinhos por Will Eisner pour Leonardo Poglia Vidal (Unisinos)
- 2012 : Traços e rabiscos nos anos 80 – o trabalho de Henfil na década da transição pour Fernanda de Alcântara Pestana et Luciana Fernandes dos Reis (Cásper Líbero)
- 2013 : Jean Monteiro
- 2014 : A trajetória de Kamui Shirou: a representação da sociedade japonesa refletida nos mangás pour Luiz Henrique Bezerra (PUC-PR)
- 2015 : Histórias em quadrinhos online: a prototipagem da webcomic "Frankestino" pour Maria Fernanda Milão Fuscaldo (PUC-RS)
- 2016 : 'A representação da Segunda Guerra Mundial em Alguns Quadrinhos Japoneses pour Renan Suchmacher (UFRJ)
- 2017 : Web Série Vozes e Traços O Novo Cenário Brasileiro de HQs pour Bruna Penilhas, Daniel Generalli, Juliana Frezarin et Lucas Alencar (Universidade Metodista de São Paulo)
- 2018 : Naruna – Uma história sobre esculpir travessias pour Mayara Lista Alcantara (UFRJ)
- 2019 : Webcomics dos Átomos aos bits pour Cicero Henrique da Cruz Sampaio (Universidade Regional do Cariri)
- 2020 : Quadrinhos e Matemática: Algumas Possíveis Construções Usando a Imaginação pour Leandro Carlos Blum (UFRGS)

### Meilleur mémoire de maîtrise
- 2007 : O ensino da arte e produção de histórias em quadrinhos no ensino fundamental pour João Marcos Parreira Mendonça (UFMG)
- 2008 : O desenho moderno de Saul Steinberg: obra e contexto pour Daniel Bueno (USP)
- 2009 : Considerações sobre sociedade e tecnologia a partir da poética e linguagem dos quadrinhos de Lourenço Mutarelli no período de 1988 a 2006 pour Líber Eugenio Paz (UTFPR)
- 2010 : Histórias em quadrinhos e o ensino de ciências nas séries iniciais: estabelecendo relações para o ensino de conteúdos curriculares procedimentais pour Mariana Vaitiekunas Pizarro (Unesp)
- 2011 : Suehiro Maruo: o sublime e o abjeto como estética da existência pour Marcia Casturino (EBA-UFRJ)
- 2012 : Entre a épica e a paródia: a (des)mistificação do gaucho nos quadrinhos de Inodoro Pereyra, el renegáu pour Priscila Pereira (Unicamp)
- 2013 : Educação para Abolição: charges e histórias em quadrinhos no Segundo Reinado pour Thiago Vasconcellos Modenesi (UFPE)
- 2014 : Entre álbum e leitor: traços da vida comum e do homem ordinário no movimento da nouvelle mangá pour Tiago Canário (UFBA)
- 2015 : Ela não pode ser assim tão fofa! Apropriação e circulação de mangás Lolicon pour Natália Marques Cavalcante de Oliveira (UFSC)
- 2016 : Falando de Quadrinhos: A Influência do Letreiramento nas Histórias em Quadrinhos pour Marjorie Yamada (UnB)
- 2017 : Tudo o que o cidadão deve saber: As Cartilhas e o Processo Civilizador pour Miguel Geraldo Mendes Reis (PUC-Rio)
- 2018 : O Processo de legitimação cultural das histórias em quadrinhos pour Beatriz Sequeira de Carvalho (USP)
- 2019 : Batman e o Surrealismo: uma investigação das estratégias poéticas surrealista dentro do Asilo Arkham pour Valter do Carmo Moreira (Universidade Estadual de Londrina)
- 2020 : O Tempo Multidimensional nos Quadrinhos: Um Estudo das Estratégias Narrativas em Here, de Richard McGuire pour Cátia Ana Baldoíno da Silva (UFG)

### Meilleure recherche
À partir de 2007, cette catégorie a été divisée en « Meilleur mémoire de baccalauréat », « Meilleur mémoire de maîtrise » et « Meilleure thèse de doctorat ».
- 1989 : O poder de difusão das histórias em quadrinhos japonesas como reflexo da sociedade nipônica pour Sonia Luyten (USP)
- 1997 : A incrível guerra dos gibis pour Gonçalo Junior
- 1998 : Phenix pour Wagner Augusto
- 2002 : Uma história do Brasil através da caricatura: 1840–2001 pour Renato Lemos, organizer (Bom Texto / Letras & Expressões)
- 2004 : O Tico-Tico: um marco nas histórias em quadrinhos no Brasil (1905–1962) pour Maria Cristina Merlo (USP)
- 2005 : A escrita plástica, desenho, pensamento e conhecimento pour Luiz Gê (USP)
- 2006 : Humor e populismo: o desafio diário nas charges de Nelo Lorenzon (1948–1960) pour Andréa Araújo Nogueira (USP)

### Meilleure thèse de doctorat
- 2007 : As histórias em quadrinhos como informação imagética integrada ao ensino universitário pour Gazy Andraus (USP)
- 2008 : O fato gráfico: o humor gráfico como gênero jornalístico pour Jorge Arbach (USP)
- 2009 : O potencial das histórias em quadrinhos na formação de leitores: busca de um contraponto entre os panoramas culturais brasileiro e europeu pour Valéria Aparecida Bari (USP)
- 2011 : Arquitetura e urbanismo, por Quem não chora não mama! – panorama do design gráfico brasileiro através do humor 1837–1931 pour José Mendes André (USP)
- 2013 : Comunicando a cidade em quadrinhos: do narrar ao fabular nos romances gráficos de Will Eisner pour Marília Santana Borges (PUC-SP)
- 2014 : O reencantamento do mundo em quadrinhos: Uma análise de Promethea, de Alan Moore e J. H. Wiliams III pour Carlos Manoel de Hollanda Cavalcanti (UFRJ)
- 2015 : Sindicalismo, Piratas e Cabelo Chanel: leituras e reciclagem cultural em obras pour Cláudio José Meneses de Oliveira (UFBA)
- 2016 : Os Sentidos dos Quadrinhos em Contexto Nacional-Popular (Brasil e Chile, Anos 1960 e 1970) pour Ivan Gomes (Universidade Federal Fluminense)
- 2017 : Caricatas: Arte-Rostohumor-Experiência pour Camilo Riani (Unesp)
- 2018 : Tecnologia e cultura nos quadrinhos independentes brasileiros pour Líber Eugenio Paz (UFTPR)
- 2019 : A escola no túnel do tempo: imaginários sociodiscursivos e efeitos de sentido em charges contemporâneas sobre a educação e ontem e de hoje pour Eveline Coelho Cardoso (Universidade Federal Fluminense)
- 2020 : Quadrinhos no Rio Grande do Sul: Um Momento Decisivo – O Humor Gráfico em Debate & As Produções de Sampaulo, Santiago e Edgar Vasques na Formação de um Polissistema pour Vinicius da Silva Rodrigues (UFRGS)

## Autres

### Meilleur album d'autocollants
- 1996 : X-Men (Abril Panini)
- 1997 : Mamonas Assassinas (Panini)
- 1998 : Castelo Rá-Tim-Bum (Multi Editora)
- 1999 : Chiquititas (Panini)
- 2000 : Pokémon
- 2001 : Pokémon (Panini)
- 2002 : Harry Potter (Panini)
- 2003 : Sítio do Pica-pau Amarelo (Panini)

### Meilleure animation
- 2005 : A Liga dos VJs Paladinos de Marco Pavão
- 2006 : Les vignettes nationales de Cartoon Network Brasil, par de nombreux auteurs
- 2007 : Wood & Stock: Sexo, Orégano e Rock'n'Roll de Otto Guerra
- 2008 : Uma Aventura no Tempo de Mauricio de Sousa

### Meilleur blog / flog de artiste graphique
- 2004 : Os Loucos Underground de Fábio Moon et Gabriel Bá
- 2005 : Os Loucos Underground de Fábio Moon et Gabriel Bá
- 2006 : Os Loucos Underground de Fábio Moon et Gabriel Bá
- 2007 : Os Loucos Underground de Fábio Moon et Gabriel Bá
- 2008 : Furry Water de Rafael Grampá

### Meilleur blog sur la bande dessinée
- 2008 : Blog dos Quadrinhos

### Meilleur dessin animé
- 1995 : Liquid Television de Japhet Asher
- 1996 : The Maxx de Sam Kieth et Bill Messner-Loebs
- 1997 : Cassiopéia de Clóvis Viera, réalisateur
- 1998 : A vida moderna de Rocko (Rocko's Modern Life) de Joe Murray
- 1999 : KaBlam!, by Robert Mittenthal, Will McRobb et Chris Viscardi

### Meilleur dessin animé (court métrage)
- 2000 : Deus é Pai de Allan Sieber
- 2001 : Os idiotas mesmo de Allan Sieber
- 2002 : For the birds de Ralph Eggleston, réalisateur

### Meilleur dessin animé (long métrage)
- 2000 : Toy Story 2 de John Lasseter, réalisateur
- 2001 : A fuga das galinhas (Chicken Run) de Peter Lord and Nick Park
- 2002 : Shrek de Andrew Adamson et Vicky Jenson, réalisateurs
- 2003 : A era do gelo (Ice Age) de Chris Wedge et Carlos Saldanha

### Meilleur dessin animé pour la télévision
- 2000 : O laboratório de Dexter (Dexter's Laboratory) de Genndy Tartakovsky
- 2001 : Rugrats de Arlene Klasky, Gábor Csupó et Paul Germain
- 2002 : Bob Esponja Calça Quadrada (SpongeBob SquarePants) de Stephen Hillenburg
- 2003 : Bob Esponja Calça Quadrada (SpongeBob SquarePants) de Stephen Hillenburg

### Meilleur événement
- 2004 : Festival Internacional de Quadrinhos
- 2005 : Ilustra Brasil
- 2006 : Festival Internacional de Quadrinhos
- 2007 : Ilustra Brasil
- 2008 : Festival Internacional de Quadrinhos
- 2009 : Bistecão Ilustrado
- 2010 : Festival Internacional de Quadrinhos
- 2011 : Rio Comicon
- 2012 : Festival Internacional de Quadrinhos
- 2013 : Gibicon
- 2014 : Festival Internacional de Quadrinhos
- 2015 : Comic Con Experience
- 2016 : Comic Con Experience
- 2017 : Comic Con Experience
- 2018 : Comic Con Experience
- 2019 : Comic Con Experience
- 2020 : Butantã Gibicon

### Meilleure exposition
- 1989 : Arquitetura em quadrinhos (Musée d'art de São Paulo)
- 1990 : Alain Voss (Museu da Imagem e do Som)
- 1998 : Sem AIDS com amor (Bienal Internacional de Humor)
- 1999 : Salão Internacional de Piracicaba (Engenho Central)
- 2000 : Angeli, o Matador (Festival Internacional de Quadrinhos)
- 2001 : Humores nunca dantes navegados – o descobrimento segundo os cartunistas do Sul do Brasil (Teatro São Pedro)
- 2002 : História em Quadrões
- 2003 : Laerte por Laerte (Museu de Artes Gráficas)
- 2004 : Mozart Couto (Festival Internacional de Quadrinhos)
- 2005 : São Paulo por Paulo Caruso – um olhar bem-humorado sobre esta cidade
- 2006 : Henfil do Brasil (Centro Cultural Banco do Brasil)
- 2007 : A história do futebol no Brasil através da charge (Sesc Ipiranga)
- 2008 : Ziraldo – o eterno Menino Maluquinho (Salão Carioca)
- 2009 : Angeli/Genial (Festival Internacional de Humor do Rio de Janeiro)
- 2010 : Batman 70 Anos (Festival Internacional de Quadrinhos)
- 2011 : Zeróis – Ziraldo na tela grande (Centro Cultural Banco do Brasil)
- 2012 : Criando Quadrinhos – da ideia à página impressa (Festival Internacional de Quadrinhos)
- 2013 : Ocupação Angeli (Itaú Cultural)
- 2014 : Ícones dos Quadrinhos (Festival Internacional de Quadrinhos)
- 2015 : Ocupação Laerte (Itaú Cultural)
- 2016 : Exposição Beco do Rosário (Galeria Hipotética)
- 2017 : Ocupação Glauco (Itaú Cultural)
- 2018 : A Era Heroica – O Universo DC Comics por Ivan Reis (Biblioteca Latino-Americana Victor Civita)
- 2019 : Quadrinhos (Musée de l'Image et du Son de São Paulo)
- 2020 : Angola Janga de Marcelo D'Salette Em Angola/Moçambique

### Meilleure finition graphique
- 1989 : Martins Fontes
- 1990 : Martins Fontes

### Meilleur jeu vidéo
- 1999 : Zelda 64

### Meilleur jouet
- 1998 : Spawn
- 1999 : Spawn
- 2000 : Ligne Star Wars
- 2001 : Rugrats

### Meilleure librairie de bandes dessinées
- 1989 : Livraria Muito Prazer
- 1990 : Livraria Muito Prazer
- 1997 : Livraria Muito Prazer
- 1998 : Itiban Comic Shop
- 1999 : Merlin Comic Store
- 2000 : Devir Livraria

### Meilleurs médias sur la bande dessinée
Cette catégorie a été fusionnée de « Meilleur blog sur les bandes dessinées », « Meilleure publication sur les bandes dessinées » et « Meilleur site Web sur les bandes dessinées ».
- 2009 : Blog dos Quadrinhos
- 2010 : Universo HQ
- 2011 : Universo HQ
- 2012 : Mundo dos Super-Heróis

### Meilleur nouveau projet
- 1998 : Videogibi Turma da Mônica – O Mônico

### Meilleur personnage de licence
- 1998 : Senninha
- 1999 : Vida de Inseto (A Bug's Life)
- 2000 : Pokémon

### Meilleure production pour les autres médias
Cette catégorie s'appelait auparavant, respectivement: « Meilleure adaptation à un autre véhicule » (1989–2010), « Meilleure production dans d'autres médias » (2011–2015) et « Meilleure adaptation à un autre média » (2016).
- 1989 : Cáspite de Sylvio Pinheiro, producteur (émission de radio)
- 1993 : Banana Stickers de Angeli (album d'autocollants)
- 1995 : Batman – a série animada (Batman: The Animated Series) de Bruce Timm, créateur (série animée)
- 1996 : Rê Bordosa, o Ocaso de uma Doida de Betty Erthal et Angeli, scénaristes (théâtre)
- 1997 : O cavaleiro da tristíssima figura de Jorge Miguel Marinho (livre)
- 1998 : HQ CD (CD-Rom)
- 1999 : Spawn (série animée)
- 2000 : Will Eisner – profissão cartunista de Marisa Furtado, réalisatrice (documentaire)
- 2001 : X-Men – o filme (X-Men) de Bryan Singer, réalisateur (film)
- 2002 : Gorillaz (musique)
- 2003 : Homem-Aranha (Spider-Man) de Sam Raimi, réalisateur (film)
- 2004 : X-Men 2 – o filme (X2) de Bryan Singer, réalisateur (film)
- 2005 : Homem-Aranha 2 (Spider-Man 2) de Sam Raimi, réalisateur (film)
- 2006 : Sin City – a cidade do pecado (Sin City) de Robert Rodriguez et Frank Miller, réalisateurs (film)
- 2007 : Wood & Stock: Sexo, Orégano e Rock'n'Roll de Otto Guerra, réalisateur (animation)
- 2008 : 300 de Zack Snyder, réalisateur (film)
- 2009 : Batman – o cavaleiro das trevas (The Dark Knight) de Christopher Nolan, réalisateur (film)
- 2010 : Los 3 Amigos de Daniel Messias, réalisateur (court métrage d'animation)
- 2011 : Malditos Cartunistas de Daniel Garcia et Daniel Paiva (documentaire)
- 2012 : Angeli 24 Horas de Beth Formaggini (documentaire)
- 2013 : Malditos Cartunistas de Daniel Garcia et Daniel Paiva (série télévisée)
- 2014 : Cena HQ (théâtre)
- 2015 : Cena HQ (théâtre)
- 2016 : Cena HQ (théâtre)
- 2017 : Cena HQ (théâtre)
- 2018 : Traço Livre – O Quadrinho Independente no Brasil  (documentaire)
- 2019 : Em Foco – Salão Internacional de Humor de Piracicaba (documentaire)
- 2020 : Turma da Mônica: Laços (film)

### Meilleur produit de licence
- 1998 : Tazos
- 1999 : Mamíferos Parmalat
- 2000 : Mini-cards Pokémon de Elma Chips
- 2001 : Guaraná Caçulinha – Pokémon

### Meilleure publication sur la bande dessinée
Jusqu'en 2003, cette catégorie s'appelait « Meilleur magazine sur la bande dessinée ».
- 1997 : Wizard (Globo)[note 3]
- 1998 : Wizard (Globo)
- 1999 : General Visão (Acme)
- 2000 : Herói (Conrad)
- 2001 : Herói 2000 (Conrad)
- 2002 : Herói.com.br (Conrad)
- 2003 : Herói.com.br (Conrad)
- 2004 : Wizard (Panini)
- 2005 : Wizard (Panini)
- 2006 : Wizard (Panini)
- 2007 : Mundo dos Super-heróis (Europa)
- 2008 : Mundo dos Super-heróis (Europa)

### Meilleur salon et festival
- 2000 : 1er Festival Internacional de Humor e Quadrinhos de Pernambuco
- 2002 : 28e Salão Internacional de Humor de Piracicaba
- 2003 : 4e Festival Internacional de Humor e Quadrinhos de Pernambuco
- 2004 : 30e Salão Internacional de Humor de Piracicaba
- 2005 : 6e Festival Internacional de Humor e Quadrinhos de Pernambuco
- 2006 : 32e Salão Internacional de Humor de Piracicaba
- 2007 : 33e Salão Internacional de Humor de Piracicaba
- 2008 : 9e Festival Internacional de Humor e Quadrinhos de Pernambuco
- 2009 : 1er Festival Internacional de Humor do Rio de Janeiro
- 2010 : 2e Festival Internacional de Humor do Rio de Janeiro
- 2011 : 3e Salão Internacional de Humor da Amazônia
- 2012 : 3e Festival Internacional de Humor do Rio de Janeiro
- 2013 : 1er Salão Internacional de Humor Gráfico de Pernambuco
- 2014 : 1er Bienal Internacional de Caricatura

### Meilleur site Web d'auteur
- 2004 : Vida Besta, by Galvão
- 2005 : Vida Besta, by Galvão
- 2006 : O mundo maravilhoso de Adão Iturrusgarai, by Adão Iturrusgarai
- 2007 : Samuel Casal – ilustrador, by Samuel Casal
- 2008 : Quadrinhofilia, by José Aguiar

### Meilleur site Web sur la bande dessinée
- 1999 : Area-51
- 2000 : Planet Comics
- 2001 : Universo HQ
- 2002 : Universo HQ
- 2003 : Universo HQ
- 2004 : Universo HQ
- 2005 : Universo HQ
- 2006 : Universo HQ
- 2007 : Universo HQ
- 2008 : Universo HQ

### Meilleure société de licence
- 1998 : Character
- 1999 : Character
- 2000 : ITC
- 2001 : Nintendo

### Meilleur supplément de journal pour les enfants
- 1989 : O Globinho
- 1990 : O Globinho

### Fan de bande dessinée - personnalité
- 2013 : Danilo Gentili

### Le plus grand tirage
- 1989 : Mônica (Globo)
- 1990 : Mônica (Globo)

### Personnage notoire
- 1989 : Batman
- 1990 : The Joker
- 1991 : Sandman
- 1992 : Sandman
- 1993 : Sandman
- 1994 : Superman
- 1995 : The Spirit
- 1996 : O Menino Maluquinho
- 1997 : Spawn
- 1998 : Overman
- 1999 : Níquel Náusea
- 2000 : Piratas do Tietê
- 2001 : Aline
- 2002 : Ken Parker / Diomedes
- 2003 : Spider-Man

## Prix spéciaux

### Grande contribution
- 1989 : Um Contrato com Deus (A Contract with God) de Will Eisner (Brasiliense)
- 1990 : O Menino Quadradinho de Ziraldo (Melhoramentos)
- 1991 : Livraria Devir
- 1992 : 1er Bienal Internacional de Quadrinhos
- 1993 : Gibiteca Henfil
- 1994 : 2e Bienal Internacional de Quadrinhos
- 1995 : I Comecom
- 1996 : Comicmania
- 1997 : Phenix
- 1998 : 3e Bienal Internacional de Quadrinhos
- 1999 : Selecções BD
- 2000 : Vidéo sur 30 ans de O Pasquim
- 2001 : Imago Days, liste de diffusion des artistes sur internet
- 2002 : Paulo Caruso pour la restauration de la fresque de Ziraldo à Canecão
- 2003 : Inauguration de Museu de Artes Gráficas
- 2004 : Exposition A Comédia Urbana, de Honoré Daumier a Araújo Porto-Alegre
- 2005 : Emília e a Turma do Sítio no Fome Zero (Globo)
- 2006 : Gonçalo Jr., écrivain et chercheur en bande dessinée
- 2007 : Passos perdidos, história desenhada: a presença judaica em Pernambuco no Século XX de Tânia Kaufman, Amaro Braga, Danielle Jaimes et Roberta Cirne (Arquivo Histórico Judaico de Pernambuco)
- 2008 : Borba Gata (histoire dessinée sur le « corps » d'un mannequin) de Luiz Gê / Quarto Mundo, collectif de bandes dessinées indépendantes / Guia do Ilustrador de Ricardo Antunes
- 2009 : Fnac / PNBE – Programa Nacional Biblioteca na Escola
- 2010 : ProAc – Programa de Ação Cultural da Secretaria de Cultura do Estado de São Paulo
- 2011 : Festa Literária Internacional de Paraty
- 2012 : FanZines nas Zonas de Sampa
- 2013 : História da caricatura brasileira de Luciano Magno (Gala)
- 2014 : Catarse
- 2015 : ProAc – Programa de Ação Cultural (Secretaria de Cultura do Estado de São Paulo)
- 2016 : Super-Heróis da Alegria
- 2017 : HQ – Edição Especial (HBO) / Curso Básico de Histórias em Quadrinhos – Modalidade EAD (HQ Ceará)
- 2018 : Création de la catégorie « Bandes dessinées » dans Prêmio Jabuti
- 2019 : "Gibizão" da Turma da Mônica: Guinness World Records pour la plus grande bande dessinée publiée (Panini et MSP) / Coleção Grande Encontro Turma da Monica & Liga da Justiça (Panini, MSP et DC Comics)
- 2020 : Exposition O Pasquim 50 Anos / Site Web O Pasquim de la Bibliothèque nationale du Brésil

### Grand hommage
Jusqu'en 2015, cette catégorie s'appelait « Spécial Hommage ».
- 1992 : Editora D-Arte
- 1995 : O Vira-Lata de Paulo Garfunkel and Líbero Malavoglia (Paladinos de Onã)
- 1997 : Jô Oliveira
- 1998 : Flávio Colin / 15 ans de Salão Internacional de Humor de Piracicaba
- 1999 : 30 ans de O Pasquim / 25 ans d'Ota en Mad
- 2000 : Sonia Luyten
- 2001 : Álvaro de Moya pour les 50 ans de la première exposition de bande dessinée au monde
- 2002 : Flávio Colin
- 2003 : Marisa Furtado, de Scriptorium, qui a réalisé le documentaire Profissão Cartunista – Henfil / Ivan Consenza de Souza, le fils d'Henfil
- 2004 : Ziraldo pour le 50e anniversaire de sa carrière / Revista Balão pour les 30 ans de sa sortie
- 2005 : O Paulistano da Glória de Xalberto, Bira Câmara and Sian (Via Lettera)
- 2007 : Conceição Cahú
- 2008 : Ivan Reis pour avoir été nommé meilleur dessinateur de l'année par l'édition américaine de Wizard
- 2009 : Fábio Moon et Gabriel Bá / Ziraldo
- 2010 : Maria Ivete Araújo (Zetti) pour ses 30 ans à la direction du Salão Internacional de Humor de Piracicaba
- 2011 : Bar Tutti Giorni, fréquenté par les graphistes de Porto Alegre / Revista Ilustrar
- 2012 : Mauro dos Prazeres / Achados e Perdidos de Eduardo Damasceno, Luís Felipe Garrocho et Bruno Ito
- 2013 : Ao mestre com carinho: Rodolfo Zalla de Marcio Baraldi / Danilo Santos de Miranda / Os Zeróis de Ziraldo (Globo)
- 2014 : Memória Gráfica Brasileira – MGB
- 2015 : Lilian Mitsunaga
- 2016 : Alice Takeda (directeur artistique des Studios Mauricio de Sousa)
- 2017 : 10 ans du Guia dos Quadrinhos
- 2018 : Douglas Quinta Reis / Sonia Luyten
- 2019 : Aline Lemos par le livre Artistas Brasileiras / Edra par le livre Ao Mestre Com Carinho – Ziraldo 85 no traço de 85 talentosos Cartunistas
- 2020 : Cada Passo Importa / Ivan Freitas da Costa / 20 ans du Universo HQ

### Grand maître
- 1990 : Rodolfo Zalla
- 1991 : Flávio Colin
- 1992 : Carlos Zéfiro
- 1993 : Ziraldo
- 1994 : Eugênio Colonnese
- 1995 : Júlio Shimamoto
- 1996 : Cláudio Seto
- 1997 : Walmir Amaral
- 1998 : Miguel Penteado
- 1999 : Mauricio de Sousa
- 2000 : Getúlio Delfin
- 2001 : Edmundo Rodrigues
- 2002 : Gedeone Malagola
- 2003 : Renato Canini
- 2004 : Jô Oliveira
- 2005 : Luiz Gê
- 2006 : Ignácio Justo
- 2007 : Sergio Macedo
- 2008 : Ipê Nakashima / Fernando Ikoma / Paulo Fukue / Roberto Fukue / Minami Keizi
- 2009 : Ciça / Zélio
- 2010 : Laerte
- 2011 : Paulo Caruso
- 2012 : Marcatti
- 2013 : Rubens Lucchetti
- 2014 : Angeli
- 2015 : Watson Portela
- 2016 : Eva Furnari
- 2017 : Luiz Saidenberg
- 2018 : Daniel Azulay
- 2019 : Carlos Edgard Herrero
- 2020 : Miguel Paiva

### Maison d'édition de l'année
- 1989 : Abril Jovem
- 1990 : Abril Jovem
- 1991 : Globo
- 1992 : Record
- 1994 : Globo / Devir
- 1995 : Abril Jovem
- 1996 : Abril Jovem
- 1997 : Abril Jovem
- 1998 : Metal Pesado
- 1999 : Abril Jovem
- 2000 : Via Lettera
- 2001 : Conrad
- 2002 : Conrad
- 2003 : Nona Arte / Panini
- 2004 : Conrad
- 2005 : Devir
- 2006 : Conrad
- 2007 : Conrad
- 2008 : Pixel
- 2009 : Panini
- 2010 : Quadrinhos na Cia
- 2011 : Quadrinhos na Cia
- 2012 : Leya/Barba Negra
- 2013 : Nemo
- 2014 : Nemo
- 2015 : JBC / Veneta
- 2016 : Mino
- 2017 : SESI-SP Editora
- 2018 : Pipoca & Nanquim
- 2019 : Pipoca & Nanquim
- 2020 : Pipoca & Nanquim

### Notoriété de la langue portugaise
- 2013 : Pontas Soltas – Cidades  de Ricardo Cabral (Edições Asa)
- 2014 : Banda Desenhada da Língua Portuguesa – BDLP / de nombreux auteurs (indépendant)

### Notoriété latino-américaine
- 2011 : La Fiesta Pagana  de nombreux auteurs (La Rosca Cómics)
- 2012 : Revista Fierro  de nombreux auteurs (Página/12)
- 2013 : En Dosis Diarias 2  de Alberto Montt (Ediciones B)
- 2014 : El Viejo  de Alceo Thrasyvoulou et Matías Bergara (Loco Rabia / Dragón Comics)

### Pertinence internationale
Cette catégorie récompense les artistes brésiliens qui ont fait publier leurs œuvres dans d'autres pays. Jusqu'en 2019, cette catégorie s'appelait « Notoriété internationale ».
- 2010 : Ivan Reis
- 2011 : Fábio Moon et Gabriel Bá
- 2012 : Fábio Moon et Gabriel Bá
- 2013 : André Diniz
- 2014 : André Diniz pour Duas Luas
- 2015 : André Diniz pour 7 Vidas
- 2016 : Marcello Quintanilha pour Tungstênio et Talco de vidro
- 2017 : Marcello Quintanilha
- 2018 : Marcelo D'Salete
- 2019 : Marcelo D'Salete pour Cumbe
- 2020 : Sirlene Barbosa et João Pinheiro

### Valorisation de la bande dessinée
- 1989 : Coleção Ver e Ler (Abril Jovem)
- 1990 : O judaísmo para iniciantes (Le judaïsme pour débutants) de Charles Szlakmann (Brasiliense)
- 1993 : Especial HQ (RTC)
- 1994 : Sergio Bonelli
- 1995 : Um Conto de Batman (Batman: Legends of the Dark Knight) (Abril Jovem)
- 1997 : Festival Internacional de Banda Desenhada da Amadora / Comicmania
- 1998 : Pacatatu
- 1999 : Fábrica de Quadrinhos
- 2000 : CLUQ
- 2001 : São Vicente, a primeira sempre (projet « 500 anos de Brasil em Quadrinhos »)
- 2002 : Exposition « História em Quadrões » (Mauricio de Sousa)
- 2003 : As Aventuras de Nhô-Quim & Zé Caipora: os primeiros quadrinhos brasileiros 1869–1883 de Athos Eichler Cardoso, organisateur (Senado Federal)
- 2006 : 1er Salão Mackenzie de Humor (premier salon d'humour brésilien, en 1973 au Colégio Mackenzie)